# Hockey sur glace aux Jeux olympiques d'hiver de 2018 - Qualifications hommes
La qualification pour le tournoi masculin de hockey sur glace des Jeux olympiques d'hiver de 2018 est déterminée par le Classement IIHF établi à l'issue du Championnat du monde 2015. La Corée du Sud, pays hôte, et les huit premiers du classement mondial obtiennent directement une place pour le tournoi. Les autres équipes ont la possibilité de gagner l'une des trois places restantes par l'intermédiaire de tournois qualificatifs. Ces derniers ont lieu du 10 octobre 2015 au 4 septembre 2016.
À l'issue des différents tournois de qualifications, la Slovénie, l'Allemagne et la Norvège décrochent leur place pour le tournoi olympique. 

## Équipes qualifiées
| Mode de sélection         | Dates                                  | Lieux              | Nombre de places | Qualifiés                                                         |
| ------------------------- | -------------------------------------- | ------------------ | ---------------- | ----------------------------------------------------------------- |
| Pays organisateur         | 19 septembre 2014                      | Tenerife, Espagne  | 1                | Corée du Sud                                                      |
| Classement IIHF 2015      | Du 2 avril 2012 au 17 mai 2015         | -                  | 8                | Canada Russie Suède Finlande États-Unis Tchéquie Suisse Slovaquie |
| Tournois de qualification | Du 10 octobre 2015 au 4 septembre 2016 | Minsk, Biélorussie | 1                | Slovénie                                                          |
| Tournois de qualification | Du 10 octobre 2015 au 4 septembre 2016 | Riga, Lettonie     | 1                | Allemagne                                                         |
| Tournois de qualification | Du 10 octobre 2015 au 4 septembre 2016 | Oslo, Norvège      | 1                | Norvège                                                           |
| Total                     |                                        |                    | 12               |                                                                   |

## Mode de qualification
Les 8 premiers au classement mondial sont automatiquement qualifiés pour le tournoi olympique, ainsi que le pays hôte (la Corée du Sud). Il reste donc 3 places qui sont attribuées à la suite de plusieurs pré-qualifications et qualifications :
- 2 équipes disputent un match de pré-qualifiacation. Le vainqueur poursuit la compétition.
- 8 équipes (dont le vainqueur du match de pré-qualification), regroupées en 2 poules de 4, disputent le 1er tour de pré-qualification. Les premiers de chaque poule poursuivent la compétition.
- 12 équipes (dont les 2 vainqueurs du 1er tour de pré-qualification), regroupées en 3 poules de 4, disputent le 2d tour de pré-qualification. Les premiers de chaque poule poursuivent la compétition.
- 12 équipes (dont les 3 vainqueurs du 2d tour de pré-qualification), regroupées en 3 poules de 4, disputent le tour de qualification. Les premiers de chaque poule accèdent au tournoi olympique.

|  | Qualifié directement pour le tournoi olympique |
|  | Tour de qualification                          |
|  | 2d tour de pré-qualification                   |
|  | 1er tour de pré-qualification                  |
|  | Match de pré-qualification                     |

| Rang | Pays                | CM 2015 (100 %) | CM 2014 (75 %) | JO 2014 (75 %) | CM 2013 (50 %) | CM 2012 (25 %) | Points |
| ---- | ------------------- | --------------- | -------------- | -------------- | -------------- | -------------- | ------ |
| 1    | Canada              | 1 200           | 1 060          | 1 200          | 1 060          | 1 060          | 3 690  |
| 2    | Russie              | 1 160           | 1 200          | 1 040          | 1 200          | 1 100          | 3 675  |
| 3    | Suède               | 1 060           | 1 120          | 1 160          | 1 200          | 1 040          | 3 630  |
| 4    | Finlande            | 1 040           | 1 160          | 1 120          | 1 100          | 1 100          | 3 575  |
| 5    | États-Unis          | 1 120           | 1 040          | 1 100          | 1 120          | 1 020          | 3 540  |
| 6    | Tchéquie            | 1 100           | 1 100          | 1 040          | 1 020          | 1 120          | 3 495  |
| 7    | Suisse              | 1 000           | 940            | 960            | 1 160          | 920            | 3 235  |
| 8    | Slovaquie           | 960             | 960            | 920            | 1 000          | 1 160          | 3 160  |
| 9    | Biélorussie         | 1 020           | 1 020          | 860            | 860            | 860            | 3 075  |
| 10   | Lettonie            | 880             | 920            | 1 000          | 920            | 940            | 3 015  |
| 11   | Norvège             | 920             | 900            | 900            | 940            | 1 000          | 2 990  |
| 12   | France              | 900             | 1 000          | 800            | 880            | 960            | 2 930  |
| 13   | Allemagne           | 940             | 860            | 840            | 960            | 900            | 2 920  |
| 14   | Slovénie            | 820             | 800            | 1 020          | 820            | 800            | 2 795  |
| 15   | Danemark            | 860             | 880            | 780            | 900            | 880            | 2 775  |
| 16   | Autriche            | 840             | 780            | 940            | 840            | 780            | 2 745  |
| 17   | Kazakhstan          | 800             | 820            | 880            | 800            | 820            | 2 680  |
| 18   | Italie              | 720             | 840            | 820            | 780            | 840            | 2 565  |
| 19   | Hongrie             | 780             | 720            | 700            | 760            | 760            | 2 415  |
| 20   | Japon               | 740             | 760            | 640            | 740            | 740            | 2 345  |
| 21   | Ukraine             | 700             | 740            | 720            | 680            | 700            | 2 310  |
| 22   | Pologne             | 760             | 680            | 680            | 660            | 660            | 2 275  |
| Hôte | Corée du Sud        | 680             | 700            | 660            | 720            | 680            | 2 230  |
| 23   | Grande-Bretagne     | 660             | 620            | 760            | 700            | 720            | 2 225  |
| 24   | Pays-Bas            | 580             | 600            | 740            | 640            | 640            | 2 065  |
| 25   | Lituanie            | 640             | 640            | 620            | 600            | 600            | 2 035  |
| 26   | Croatie             | 620             | 660            | 540            | 560            | 520            | 1 930  |
| 27   | Roumanie            | 560             | 580            | 580            | 620            | 620            | 1 895  |
| 28   | Estonie             | 600             | 560            | 560            | 580            | 560            | 1 870  |
| 29   | Serbie              | 520             | 520            | 500            | 480            | 480            | 1 645  |
| 30   | Espagne             | 500             | 440            | 600            | 460            | 540            | 1 645  |
| 31   | Mexique             | 400             | 420            | 520            | 400            | 380            | 1 400  |
| 32   | Israël              | 360             | 460            | 480            | 440            | 360            | 1 375  |
|      | Belgique            | 540             | 480            | 0              | 540            | 440            | 1 280  |
| 33   | Islande             | 480             | 540            | 0              | 520            | 500            | 1 270  |
|      | Australie           | 460             | 500            | 0              | 500            | 580            | 1 230  |
|      | Nouvelle-Zélande    | 420             | 400            | 0              | 420            | 460            | 1 045  |
| 34   | Chine               | 440             | 380            | 0              | 380            | 420            | 1 020  |
| 35   | Bulgarie            | 380             | 320            | 0              | 340            | 400            | 890    |
|      | Afrique du Sud      | 340             | 360            | 0              | 320            | 340            | 855    |
|      | Turquie             | 300             | 340            | 0              | 360            | 320            | 815    |
|      | Corée du Nord       | 320             | 300            | 0              | 300            | 300            | 770    |
|      | Luxembourg          | 280             | 280            | 0              | 280            | 280            | 700    |
|      | Émirats arabes unis | 220             | 240            | 0              | 220            | 0              | 510    |
| 36   | Géorgie             | 240             | 220            | 0              | 180            | 0              | 495    |
|      | Hong Kong           | 260             | 260            | 0              | 0              | 0              | 455    |
|      | Bosnie-Herzégovine  | 200             | 0              | 0              | 0              | 0              | 200    |
|      | Irlande             | 0               | 0              | 0              | 260            | 260            | 195    |
|      | Grèce               | 0               | 0              | 0              | 240            | 240            | 180    |
|      | Mongolie            | 0               | 0              | 0              | 200            | 220            | 155    |

## Match de pré-qualification
Cette rencontre a lieu le 10 octobre 2015 à Sofia en Bulgarie.
| 10 octobre 2015 | Bulgarie | 9-1 (2-1, 3-0, 4-0) | Géorgie | Palais des sports de glace 581 spectateurs |

| Feuille de match                     | Feuille de match | Feuille de match                        | Feuille de match                       | Feuille de match                                                                                            |
| ------------------------------------ | --- | --------------------------------------- | -------------------------------------- | --- |
|                                      | Boyadjiev (Bozhanov) — 3 min 37 s (IN) - Boyadiev (Gatchev, Bozhanov) — 12 min 24 s Gatchev (Boyadjiev, Mihov) — 20 min 55 s Semkov (Tchaliov, Mihov) — 21 min 28 s Mihov (Boyadjiev) — 33 min 8 s Mihov (Boyadiev, Gatchev) — 40 min 36 s Stefanov (Boyadjiev, Gatchev) — 45 min 58 s (IN) Gatchev (Boyadjiev, Mihov) — 49 min 5 s Gatchev (Blagoev, Boyadjiev) — 55 min 56 s (SN) | 1-0 1-1 2-1 3-1 4-1 5-1 6-1 7-1 8-1 9-1 | - Dumbadze (Oganeziani) — 7 min 19 s - | Arbitrage : Tomáš Orolin (Slovaquie) Juges de lignes : Kiril Peychinov (Bulgarie) Matúš Stanzel (Slovaquie) |
| Dimitar Dimitrov Konstantin Mihailov | Gardiens | Andreï Ilienko                          |                                        | Arbitrage : Tomáš Orolin (Slovaquie) Juges de lignes : Kiril Peychinov (Bulgarie) Matúš Stanzel (Slovaquie) |
| 14 min                               | Pénalités | 12 min                                  |                                        | Arbitrage : Tomáš Orolin (Slovaquie) Juges de lignes : Kiril Peychinov (Bulgarie) Matúš Stanzel (Slovaquie) |
| 51                                   | Tirs | 11                                      |                                        | Arbitrage : Tomáš Orolin (Slovaquie) Juges de lignes : Kiril Peychinov (Bulgarie) Matúš Stanzel (Slovaquie) |

## Premier tour de pré-qualification

### Groupe K
Le Groupe K a lieu du 5 au 8 novembre 2015 à Tallinn en Estonie.
| 5 novembre 2015 | Mexique | 8-2 (1-0, 3-2, 4-0) | Bulgarie | Tondiraba Jäähall 238 spectateurs |

| Feuille de match | Feuille de match | Feuille de match                        | Feuille de match                                                            | Feuille de match                                                                                              |
| ---------------- | --- | --------------------------------------- | --------------------------------------------------------------------------- | --- |
|                  | Perez (Tommasi) — 11 min 20 s - Tommasi (Ortega) — 30 min 27 s (IN) - Perez (Gomez) — 39 min 26 s Gomez — 39 min 50 s Gomez (Gonzalez, Chabat) — 46 min 2 s (SN) Gomez (Arroyo, Chabat) — 51 min 38 s (SN) Perez (Gonzalez) — 54 min 48 s Diaz — 59 min 45 s | 1-0 1-1 2-1 2-2 3-2 4-2 5-2 6-2 7-2 8-2 | - Iskrenov (Boyadjiev, Stefanov) — 20 min 14 s - Semkov — 34 min 4 s (IN) - | Arbitrage : Dean Smith (Royaume-Uni) Juges de lignes : Jacques Riisom-Birker (Danemark) Toivo Tilku (Estonie) |
| Alfonso de Alba  | Gardiens | Dimitar Dimitrov Nikola Nikolov         |                                                                             | Arbitrage : Dean Smith (Royaume-Uni) Juges de lignes : Jacques Riisom-Birker (Danemark) Toivo Tilku (Estonie) |
| 22 min           | Pénalités | 8 min                                   |                                                                             | Arbitrage : Dean Smith (Royaume-Uni) Juges de lignes : Jacques Riisom-Birker (Danemark) Toivo Tilku (Estonie) |
| 37               | Tirs | 23                                      |                                                                             | Arbitrage : Dean Smith (Royaume-Uni) Juges de lignes : Jacques Riisom-Birker (Danemark) Toivo Tilku (Estonie) |

| 5 novembre 2015 | Israël | 1-19 (0-6, 0-5, 1-8) | Estonie | Tondiraba Jäähall 850 spectateurs |

| Feuille de match                 | Feuille de match                         | Feuille de match                                                                           | Feuille de match | Feuille de match                                                                                          |
| -------------------------------- | ---------------------------------------- | ------------------------------------------------------------------------------------------ | --- | --- |
|                                  | - Revniaga (Nataltchenko) — 43 min 5 s - | 0-1 0-2 0-3 0-4 0-5 0-6 0-7 0-8 0-9 0-10 0-11 0-12 0-13 1-13 1-14 1-15 1-16 1-17 1-18 1-19 | Kunetsov (Lahesalu, Rooba) — 1 min 52 s Gornostajev (Titarenko) — 4 min 6 s Fedoruk (Võrang, Lahesalu) — 11 min 48 s Lahesalu (Titarenko, Rooba) — 13 min 35 s (SN) Võrang (Sorokin, Sildre) — 16 min 55 s (SN) Rooba (Gornostajev, Titarenko) — 17 min 52 s Rooba (Kozõrev) — 28 min 29 s Lahesalu (Rooba, Gornostajev) — 29 min 4 s Russ — 30 min 42 s Lukats (Russ, Lahesalu) — 34 min 51 s Rooba (Titarenko, Lahesalu) — 38 min 13 s (SN) Fedoruk (Võrang, Kuznetsov) — 41 min 25 s Sorokin (Minin, Russ) — 42 min 28 s - Lukats (Sorokin, Sildre) — 45 min 10 s (SN) Sorokin (Russ, Lukats) — 45 min 26 s Kuznetsov (Rooba) — 51 min 15 s Gornostajev (Titarenko, Sildre) — 54 min 52 s Lukats (Russ, Rõbushkin) — 56 min 19 s (IN) Gornostajev (Rooba, Kerna) — 57 min 37 s | Arbitrage : Lassi Heikkinen (Finlande) Juges de lignes : Anže Bergant (Slovénie) Oli Gunnarsson (Islande) |
| Alexander Loginov Maxim Gokhberg | Gardiens                                 | Roman Shumikhin                                                                            | | Arbitrage : Lassi Heikkinen (Finlande) Juges de lignes : Anže Bergant (Slovénie) Oli Gunnarsson (Islande) |
| 10 min                           | Pénalités                                | 8 min                                                                                      | | Arbitrage : Lassi Heikkinen (Finlande) Juges de lignes : Anže Bergant (Slovénie) Oli Gunnarsson (Islande) |
| 9                                | Tirs                                     | 87                                                                                         | | Arbitrage : Lassi Heikkinen (Finlande) Juges de lignes : Anže Bergant (Slovénie) Oli Gunnarsson (Islande) |

| 6 novembre 2015 | Mexique | 5-0 (2-0, 1-0, 2-0) | Israël | Tondiraba Jäähall 237 spectateurs |

| Feuille de match | Feuille de match | Feuille de match    | Feuille de match | Feuille de match                                                                                 |
| ---------------- | --- | ------------------- | ---------------- | ------------------------------------------------------------------------------------------------ |
|                  | Chabat (Gonzalez, Arroyo) — 8 min 43 s (SN) Chabat (Arroyo, Ugarte) — 16 min 58 s (SN) Smithers (Gomez) — 24 min 36 s Chabat (Gomez, Arroyo) — 50 min 25 s (SN) Ugarte — 56 min 25 s | 1-0 2-0 3-0 4-0 5-0 | -                | Arbitrage : Stian Halm (Norvège) Juges de lignes : Anže Bergant (Slovénie) Toivu Tilku (Estonie) |
| Alfonso de Alba  | Gardiens | Maxim Gokhberg      |                  | Arbitrage : Stian Halm (Norvège) Juges de lignes : Anže Bergant (Slovénie) Toivu Tilku (Estonie) |
| 12 min           | Pénalités | 16 min              |                  | Arbitrage : Stian Halm (Norvège) Juges de lignes : Anže Bergant (Slovénie) Toivu Tilku (Estonie) |
| 53               | Tirs | 31                  |                  | Arbitrage : Stian Halm (Norvège) Juges de lignes : Anže Bergant (Slovénie) Toivu Tilku (Estonie) |

| 6 novembre 2015 | Estonie | 26-0 (10-0, 8-0, 8-0) | Bulgarie | Tondiraba Jäähall 647 spectateurs |

| Feuille de match      | Feuille de match | Feuille de match | Feuille de match | Feuille de match                                                                                                |
| --------------------- | --- | --- | ---------------- | --- |
|                       | Kuznetsov (Fodoruk, Võrang) — 1 min 16 s Rooba — 3 min 14 s Titarenko (Rooba, Gornostajev) — 6 min 15 s Sinikas (Titarenko, Rooba) — 6 min 39 s Arrak (Kerna) — 8 min 57 s Auksi (Võrang, Kuznetsov) — 10 min 43 s Rooba (Titarenko, Gornostajev) — 13 min 19 s Arrak (Kozõrev) — 16 min 11 s Titarenko (Sildre, Rooba) — 17 min Arrak (Teppan) — 19 min 18 s Kozõrev (Rõbushkin, Lahesalu) — 24 min 7 s Rooba (Gornostajev) — 24 min 51 s Arrak (Teppan) — 27 min 22 s Titarenko (Rooba, Sinikas) — 27 min 35 s Gornostajev (Kerna, Minin) — 31 min 51 s Rooba (Rõbushkin, Titarenko) — 34 min 33 s Teppan (Kerna, Kozõrev) — 36 min 54 s (SN) Sorokin (Minin, Kerna) — 37 min 4 s Rooba (Titarenko) — 40 min 40 s Titarenko (Gornostajev, Rooba) — 43 min 38 s Titarenko (Rooba, Minin) — 47 min 14 s Võrang (Kuznetsov) — 53 min 13 s (SN) Russ (Kerna, Sorokin) — 53 min 48 s Russ (Sorokin, Sinikas) — 54 min 9 s Arrak (Kozõrev, Lahesalu) — 54 min 43 s Kuznetsov (Fodoruk, Võrang) — 59 min 43 s | 1-0 2-0 3-0 4-0 5-0 6-0 7-0 8-0 9-0 10-0 11-0 12-0 13-0 14-0 15-0 16-0 17-0 18-0 19-0 20-0 21-0 22-0 23-0 24-0 25-0 26-0 | -                | Arbitrage : Dean Smith (Royaume-Uni) Juges de lignes : Maris Locans (Lettonie) Jacques Riisom-Birker (Danemark) |
| Villem-Henrik Koitmaa | Gardiens | Dimitar Dimitrov Nikola Nikolov                                                                                          |                  | Arbitrage : Dean Smith (Royaume-Uni) Juges de lignes : Maris Locans (Lettonie) Jacques Riisom-Birker (Danemark) |
| 2 min                 | Pénalités | 6 min |                  | Arbitrage : Dean Smith (Royaume-Uni) Juges de lignes : Maris Locans (Lettonie) Jacques Riisom-Birker (Danemark) |
| 102                   | Tirs | 9 |                  | Arbitrage : Dean Smith (Royaume-Uni) Juges de lignes : Maris Locans (Lettonie) Jacques Riisom-Birker (Danemark) |

| 8 novembre 2015 | Bulgarie | 2-5 (1-0, 0-1, 1-4) | Israël | Tondiraba Jäähall 205 spectateurs |

| Feuille de match | Feuille de match                                      | Feuille de match            | Feuille de match | Feuille de match                                                                                 |
| ---------------- | ----------------------------------------------------- | --------------------------- | --- | ------------------------------------------------------------------------------------------------ |
|                  | Boyadjiev — 17 min 42 s (IN) - Hristov — 45 min 9 s - | 1-0 1-1 2-1 2-2 2-3 2-4 2-5 | - Spektor — 24 min 47 s - Spektor (Kafri, Revniaga) — 50 min 24 s Aharonovich (Raiter) — 55 min 7 s (IN) Spektor (Aharonovich) — 58 min 43 s (CV) Kafri (Sherf) — 59 min 10 s | Arbitrage : Stian Halm (Norvège) Juges de lignes : Maris Locans (Lettonie) Toivu Tilku (Estonie) |
| Dimitar Dimitrov | Gardiens                                              | Maxim Gokhberg              | | Arbitrage : Stian Halm (Norvège) Juges de lignes : Maris Locans (Lettonie) Toivu Tilku (Estonie) |
| 30 min           | Pénalités                                             | 20 min                      | | Arbitrage : Stian Halm (Norvège) Juges de lignes : Maris Locans (Lettonie) Toivu Tilku (Estonie) |
| 30               | Tirs                                                  | 24                          | | Arbitrage : Stian Halm (Norvège) Juges de lignes : Maris Locans (Lettonie) Toivu Tilku (Estonie) |

| 8 novembre 2015 | Estonie | 13-3 (3-1, 3-2, 7-0) | Mexique | Tondiraba Jäähall 1 150 spectateurs |

| Feuille de match | Feuille de match | Feuille de match                                                    | Feuille de match | Feuille de match                                                                                          |
| ---------------- | --- | ------------------------------------------------------------------- | --- | --- |
|                  | - Fedoruk (Kuznetsov, Minin) — 12 min 22 s Lukats (Lahesalu) — 13 min 5 s Võrang (Kuznetsov, Lahesalu) — 14 min 57 s Rooba (Lahesalu) — 22 min 24 s (SN) Rooba (Gornostajev) — 28 min 9 s - Rooba (Gornostajev, Titarenko) — 32 min 4 s - Sorokin (Minin, Lukats) — 43 min 9 s Arrak (Kozõrev, Rõbushkin) — 48 min 15 s Gornostajev (Rooba, Sildre) — 48 min 31 s Minin (Titarenko, Gornostajev) — 49 min 23 s Sorokin (Lukats) — 51 min 8 s Teppan (Kozõrev, Minin) — 51 min 35 s Minin (Rooba, Kerna) — 56 min 4 s | 0-1 1-1 2-1 3-1 4-1 5-1 5-2 6-2 6-3 7-3 8-3 9-3 10-3 11-3 12-3 13-3 | Martinez (Gomez) — 10 min 29 s (IN) - Arroyo (Gomez, Martinez) — 30 min 39 s - Chabat (Ugarte, Gonzalez) — 39 min 45 s (SN) - | Arbitrage : Lassi Heikkinen (Finlande) Juges de lignes : Anže Bergant (Slovénie) Oli Gunnarsson (Islande) |
| Roman Shumikhin  | Gardiens | Alfonso de Alba                                                     | | Arbitrage : Lassi Heikkinen (Finlande) Juges de lignes : Anže Bergant (Slovénie) Oli Gunnarsson (Islande) |
| 8 min            | Pénalités | 8 min                                                               | | Arbitrage : Lassi Heikkinen (Finlande) Juges de lignes : Anže Bergant (Slovénie) Oli Gunnarsson (Islande) |
| 58               | Tirs | 10                                                                  | | Arbitrage : Lassi Heikkinen (Finlande) Juges de lignes : Anže Bergant (Slovénie) Oli Gunnarsson (Islande) |

| Clt   | Équipe   | PJ | V | VP | D | DP | BP | BC | Diff | Pts |
| ----- | -------- | -- | - | -- | - | -- | -- | -- | ---- | --- |
| +001, | Estonie  | 3  | 3 | 0  | 0 | 0  | 58 | 4  | +54  | 9   |
| +002, | Mexique  | 3  | 2 | 0  | 1 | 0  | 16 | 15 | +1   | 6   |
| +003, | Israël   | 3  | 1 | 0  | 2 | 0  | 6  | 26 | -20  | 3   |
| +004, | Bulgarie | 3  | 0 | 0  | 3 | 0  | 4  | 39 | -35  | 0   |

- Qualifié pour le second tour de pré-qualification

### Groupe L
Le Groupe L a lieu du 6 au 8 novembre 2015 à Valdemoro en Espagne.
| 6 novembre 2015 | Islande | 4-5 (TB) (2-2, 0-1, 2-1, 0-0, 0-1) | Serbie | Pista Municipal de Hielo Francisco Fernández Ochoa 125 spectateurs |

| Feuille de match     | Feuille de match | Feuille de match                    | Feuille de match | Feuille de match                                                                                          |
| -------------------- | --- | ----------------------------------- | --- | --- |
|                      | - Bjarnason — 7 min 37 s (SN) - Andrésson (Leifsson, B. Arnason) — 16 min 18 s - Leifsson — 46 min 21 s (TP) - Björnsson (Alengård) — 50 min 37 s (IN) - | 0-1 1-1 1-2 2-2 2-3 3-3 3-4 4-4 4-5 | Milovanovic (Jankovic, Glavonjic) — 1 min 30 s - Vučurević (Ilic, Glavonjic) — 16 min 1 s - Filipovic (Vučurević) — 37 min 25 s - Milovanovic (Brkusanin, Filipovic) — 47 min 24 s (SN) - Jankovic — 65 min (TB) | Arbitrage : Damien Bliek (France) Juges de lignes : Tomáš Brejcha (Rép. tchèque) Gwilherm Margry (France) |
| Snorri Sigurbergsson | Gardiens | Arsenije Ranković                   | | Arbitrage : Damien Bliek (France) Juges de lignes : Tomáš Brejcha (Rép. tchèque) Gwilherm Margry (France) |
| 14 min               | Pénalités | 12 min                              | | Arbitrage : Damien Bliek (France) Juges de lignes : Tomáš Brejcha (Rép. tchèque) Gwilherm Margry (France) |
| 52                   | Tirs | 30                                  | | Arbitrage : Damien Bliek (France) Juges de lignes : Tomáš Brejcha (Rép. tchèque) Gwilherm Margry (France) |

| 6 novembre 2015 | Espagne | 10-1 (2-0, 6-1, 2-0) | Chine | Pista Municipal de Hielo Francisco Fernández Ochoa 750 spectateurs |

| Feuille de match                                        | Feuille de match | Feuille de match                                     | Feuille de match          | Feuille de match                                                                                             |
| ------------------------------------------------------- | --- | ---------------------------------------------------- | ------------------------- | --- |
|                                                         | Solorzano (Carbonell, P. Gonzalez) — 5 min 27 s Ubieto (A. Garcia, Carbonell) — 6 min 26 s Anglés (Betran, Garcia-Arias) — 22 min 59 s Puyuelo (Betran) — 23 min 31 s Carbonell (Fuentes, G. Gonzalez) — 28 min 7 s (SN) - P. Muñoz — 31 min 33 s (SN) A. Vea (Garcia-Arias) — 35 min 57 s Solorzano (P. Gonzalez) — 36 min 50 s J. Muñoz (Palacin, Pedraz) — 47 min 13 s (SN) Fuentes (Palacin, G. Gonzalez) — 55 min 3 s (SN) | 1-0 2-0 3-0 4-0 5-0 5-1 6-1 7-1 8-1 9-1 10-1         | - Xia (Qu) — 29 min 1 s - | Arbitrage : Luka Kamšek (Slovénie) Juges de lignes : Andreas Kowert (Allemagne) Martin Simeibidlo (Autriche) |
| Ander Alcaine (48 min 55 s) Ignacio Garcia (11 min 5 s) | Gardiens | Liu Zhiwei (31 min 33 s) Xia Shengrong (28 min 27 s) |                           | Arbitrage : Luka Kamšek (Slovénie) Juges de lignes : Andreas Kowert (Allemagne) Martin Simeibidlo (Autriche) |
| 8 min                                                   | Pénalités | 18 min                                               |                           | Arbitrage : Luka Kamšek (Slovénie) Juges de lignes : Andreas Kowert (Allemagne) Martin Simeibidlo (Autriche) |
| 56                                                      | Tirs | 11                                                   |                           | Arbitrage : Luka Kamšek (Slovénie) Juges de lignes : Andreas Kowert (Allemagne) Martin Simeibidlo (Autriche) |

| 7 novembre 2015 | Serbie | 5-1 (4-0, 1-1, 0-0) | Chine | Pista Municipal de Hielo Francisco Fernández Ochoa 120 spectateurs |

| Feuille de match                                              | Feuille de match | Feuille de match        | Feuille de match               | Feuille de match                                                                                               |
| ------------------------------------------------------------- | --- | ----------------------- | ------------------------------ | --- |
|                                                               | Milovanovic (Jankovic) — 4 min 21 s Lukovic (Glavonjic, Jankovic) — 11 min 25 s Popravka (Filipovic, Vučurević) — 13 min 58 s Rakovic (Novakovic, Ristic) — 19 min 57 s - Popravka (Filipovic, Vučurević) — 24 min 18 s | 1-0 2-0 3-0 4-0 4-1 5-1 | - Yang (Liu Q.) — 24 min 6 s - | Arbitrage : Luka Kamšek (Slovénie) Juges de lignes : Tomáš Brejcha (Rép. tchèque) Martin Simeibidlo (Autriche) |
| Arsenije Ranković (58 min 30 s) Petar Stepanović (1 min 30 s) | Gardiens | Liu Zhiwei              |                                | Arbitrage : Luka Kamšek (Slovénie) Juges de lignes : Tomáš Brejcha (Rép. tchèque) Martin Simeibidlo (Autriche) |
| 0 min                                                         | Pénalités | 16 min                  |                                | Arbitrage : Luka Kamšek (Slovénie) Juges de lignes : Tomáš Brejcha (Rép. tchèque) Martin Simeibidlo (Autriche) |
| 48                                                            | Tirs | 18                      |                                | Arbitrage : Luka Kamšek (Slovénie) Juges de lignes : Tomáš Brejcha (Rép. tchèque) Martin Simeibidlo (Autriche) |

| 7 novembre 2015 | Espagne | 5-3 (2-1, 2-1, 1-1) | Islande | Pista Municipal de Hielo Francisco Fernández Ochoa 850 spectateurs |

| Feuille de match | Feuille de match | Feuille de match                | Feuille de match | Feuille de match                                                                                               |
| ---------------- | --- | ------------------------------- | --- | --- |
|                  | - P. Muñoz (G. Gonzalez, Fuentes) — 10 min 27 s A. Garcia (Pedraz) — 14 min 35 s - Pedraz (A. Garcia, Fuentes) — 24 min 41 s P. Gonzalez (Solorzano, Fuentes) — 36 min 9 s - G. Gonzalez (Solorzano) — 54 min 15 s (SN) | 0-1 1-1 2-1 2-2 3-2 4-2 4-3 5-3 | Leifsson (Bergmann, Arnason) — 3 min 34 s - Gudnason (Palsson) — 21 min 47 s - Leifsson (Arnason, Ingason) — 48 min 2 s - | Arbitrage : Andrea Moschen (Italie) Juges de lignes : Andreas Kowert (Allemagne) Frederico Stefenelli (Italie) |
| Ander Alcaine    | Gardiens | Snorri Sigurbergsson            | | Arbitrage : Andrea Moschen (Italie) Juges de lignes : Andreas Kowert (Allemagne) Frederico Stefenelli (Italie) |
| 10 min           | Pénalités | 6 min                           | | Arbitrage : Andrea Moschen (Italie) Juges de lignes : Andreas Kowert (Allemagne) Frederico Stefenelli (Italie) |
| 39               | Tirs | 29                              | | Arbitrage : Andrea Moschen (Italie) Juges de lignes : Andreas Kowert (Allemagne) Frederico Stefenelli (Italie) |

| 8 novembre 2015 | Chine | 3-11 (0-7, 1-2, 2-2) | Islande | Pista Municipal de Hielo Francisco Fernández Ochoa 150 spectateurs |

| Feuille de match                                   | Feuille de match                                                                                     | Feuille de match                                            | Feuille de match | Feuille de match                                                                                             |
| -------------------------------------------------- | --- | ----------------------------------------------------------- | --- | --- |
|                                                    | - Bao (Guan, Yang) — 35 min 31 s - Liu (Hu, Xia T.) — 51 min 57 s (SN) - Hu (Liu) — 59 min 36 s (IN) | 0-1 0-2 0-3 0-4 0-5 0-6 0-7 0-8 0-9 1-9 1-10 2-10 2-11 3-11 | Hedström (Leifsson, Bjarnason) — 1 min 44 s Arnason (Mikaelsson) — 7 min 40 s Palsson (Leifsson, Mikaelsson) — 8 min 48 s Arnason (Gislason, Leifsson) — 13 min 56 s (2 SN) Hedström (Alengard, Leifsson) — 14 min 37 s (2 SN) Mikaelsson (Palsson, Leifsson) — 15 min 32 s (SN) Helgason (Thormodsson, Andrésson) — 15 min 54 s Maack (Mikaelsson) — 33 min 8 s Hedström (Björnsson) — 34 min 2 s - Hedström (Alengard) — 42 min 24 s - Hedström (Björnsson, Arnason) — 52 min 39 s - | Arbitrage : Andrea Moschen (Italie) Juges de lignes : Gwilherm Margry (France) Frederico Stefenelli (Italie) |
| Liu Zhiwei (18 min 8 s) Xia Shengrng (41 min 52 s) | Gardiens                                                                                             | Omar Skulason                                               | | Arbitrage : Andrea Moschen (Italie) Juges de lignes : Gwilherm Margry (France) Frederico Stefenelli (Italie) |
| 16 min                                             | Pénalités                                                                                            | 10 min                                                      | | Arbitrage : Andrea Moschen (Italie) Juges de lignes : Gwilherm Margry (France) Frederico Stefenelli (Italie) |
| 26                                                 | Tirs                                                                                                 | 46                                                          | | Arbitrage : Andrea Moschen (Italie) Juges de lignes : Gwilherm Margry (France) Frederico Stefenelli (Italie) |

| 8 novembre 2015 | Serbie | 5-3 (0-2, 2-0, 3-1) | Espagne | Pista Municipal de Hielo Francisco Fernández Ochoa 950 spectateurs |

| Feuille de match  | Feuille de match | Feuille de match                | Feuille de match | Feuille de match                                                                                            |
| ----------------- | --- | ------------------------------- | --- | --- |
|                   | - Filipovic (Novakovic, Vučurević) — 27 min 29 s Filipovic (Vučurević, Novakovic) — 36 min 31 s Popravka (Filipovic) — 44 min 56 s - Milovanovic (Brkusanin) — 57 min 26 s Brkusanin — 59 min 41 s (CV) | 0-1 0-2 1-2 2-2 3-2 3-3 4-3 5-3 | Betran (Alcaine) — 11 min 51 s (SN) Fuentes (Solorzano, G. Gonzalez) — 17 min 48 s - Pedraz (Ubieto, Fuentes) — 50 min 27 s - | Arbitrage : Damien Bliek (France) Juges de lignes : Andreas Kowert (Allemagne) Martin Simeibidlo (Autriche) |
| Arsenije Ranković | Gardiens | Ander Alcaine                   | | Arbitrage : Damien Bliek (France) Juges de lignes : Andreas Kowert (Allemagne) Martin Simeibidlo (Autriche) |
| 18 min            | Pénalités | 8 min                           | | Arbitrage : Damien Bliek (France) Juges de lignes : Andreas Kowert (Allemagne) Martin Simeibidlo (Autriche) |
| 29                | Tirs | 39                              | | Arbitrage : Damien Bliek (France) Juges de lignes : Andreas Kowert (Allemagne) Martin Simeibidlo (Autriche) |

| Clt   | Équipe  | PJ | V | VP | D | DP | BP | BC | Diff | Pts |
| ----- | ------- | -- | - | -- | - | -- | -- | -- | ---- | --- |
| +001, | Serbie  | 3  | 2 | 1  | 0 | 0  | 15 | 8  | +7   | 8   |
| +002, | Espagne | 3  | 2 | 0  | 1 | 0  | 18 | 9  | +9   | 6   |
| +003, | Islande | 3  | 1 | 0  | 1 | 1  | 18 | 13 | +5   | 4   |
| +004, | Chine   | 3  | 0 | 0  | 3 | 0  | 5  | 26 | -21  | 0   |

- Qualifié pour le second tour de pré-qualification

## Second tour de pré-qualification

### Groupe G
Le Groupe G a lieu du 11 au 14 février 2016 à Cortina d'Ampezzo en Italie.
| 11 février 2016 | Grande-Bretagne | 6-5 (2-1, 2-2, 2-2) | Pays-Bas | Stadio Olimpico 302 spectateurs |

| Feuille de match | Feuille de match | Feuille de match                            | Feuille de match | Feuille de match |
| ---------------- | --- | ------------------------------------------- | --- | --- |
|                  | - Cowley (O'Connor, Phillips) — 3 min 35 s Phillips (O'Connor, Boxill) — 17 min 12 s Myers (O'Connor, Phillips) — 28 min 23 s - Cowley (Tait, Lee) — 36 min 1 s - Shields (Lee, Richardson) — 49 min 17 s (SN) - Richardson (Phillips, Peacock) — 55 min 48 s | 0-1 1-1 2-1 3-1 3-2 3-3 4-3 4-4 5-4 5-5 6-5 | Wurm (Bruijsten, Nagtzaam) — 2 min 57 s (SN) - Bruijsten (Dalhuisen) — 33 min 6 s Brekelmans (Dalhuisen, Wurm) — 34 min 1 s - Bruijsten (Dalhuisen, Hagemeijer) — 43 min 22 s - Hagemeijer (Nagtzaam) — 51 min 8 s - | Arbitrage : Marcus Brill (Allemagne) Andreas Harnebring (Suède) Juges de lignes : Matthias Cristeli (Italie) Simon Wust (Suisse) |
| Ben Bowns        | Gardiens | Martijn Oosterwijk                          | | Arbitrage : Marcus Brill (Allemagne) Andreas Harnebring (Suède) Juges de lignes : Matthias Cristeli (Italie) Simon Wust (Suisse) |
| 14 min           | Pénalités | 10 min                                      | | Arbitrage : Marcus Brill (Allemagne) Andreas Harnebring (Suède) Juges de lignes : Matthias Cristeli (Italie) Simon Wust (Suisse) |
| 35               | Tirs | 32                                          | | Arbitrage : Marcus Brill (Allemagne) Andreas Harnebring (Suède) Juges de lignes : Matthias Cristeli (Italie) Simon Wust (Suisse) |

| 11 février 2016 | Italie | 8-0 (3-0, 3-0, 2-0) | Serbie | Stadio Olimpico 814 spectateurs |

| Feuille de match | Feuille de match | Feuille de match                                             | Feuille de match | Feuille de match |
| ---------------- | --- | ------------------------------------------------------------ | ---------------- | --- |
|                  | Marchetti (Devergilio, Gander) — 1 min Plastino (Insam) — 12 min 46 s Devergilio (Zanette, Larkin) — 16 min 40 s Frank (Andergassen, Helfer) — 32 min 59 s Gander (Marchetti, Zanette) — 35 min 31 s Egger (Ant. Bernard, Ramoser) — 36 min 30 s (SN) D. Kostner — 42 min 54 s Plastino — 51 min 58 s | 1-0 2-0 3-0 4-0 5-0 6-0 7-0 8-0                              | -                | Arbitrage : Petri Lindqvist (Finlande) Ladislav Smetana (Allemagne) Juges de lignes : Grega Markizeti (Slovènie) Wojciech Moszczynski (Pologne) |
| Andreas Bernard  | Gardiens | Arsenije Ranković (51 min 58 s) Petar Stepanovic (8 min 2 s) |                  | Arbitrage : Petri Lindqvist (Finlande) Ladislav Smetana (Allemagne) Juges de lignes : Grega Markizeti (Slovènie) Wojciech Moszczynski (Pologne) |
| 2 min            | Pénalités | 14 min                                                       |                  | Arbitrage : Petri Lindqvist (Finlande) Ladislav Smetana (Allemagne) Juges de lignes : Grega Markizeti (Slovènie) Wojciech Moszczynski (Pologne) |
| 70               | Tirs | 4                                                            |                  | Arbitrage : Petri Lindqvist (Finlande) Ladislav Smetana (Allemagne) Juges de lignes : Grega Markizeti (Slovènie) Wojciech Moszczynski (Pologne) |

| 13 février 2016 | Grande-Bretagne | 6-2 (2-1, 2-1, 2-0) | Serbie | Stadio Olimpico 489 spectateurs |

| Feuille de match | Feuille de match | Feuille de match                | Feuille de match                                                              | Feuille de match |
| ---------------- | --- | ------------------------------- | ----------------------------------------------------------------------------- | --- |
|                  | Shields (Swindlehurst, Peacock) — 4 min 28 s - Davies (Lachowicz) — 11 min 27 s - Boxill (Phillips, Shields) Clarke (Lee, Lachowicz) — 35 min 27 s (2 SN) Clarke (Peacock, Shields) — 54 min 54 s (SN) Lachowicz (Myers) — 59 min 37 s (IN) | 1-0 1-1 2-1 2-2 3-2 4-2 5-2 6-2 | - Rakovic (Zwick) — 8 min 3 s - Bjelogrlić (Filipovic) — 25 min 44 s (2 SN) - | Arbitrage : Andreas Harnebring (Suède) Ladislav Smetana (Allemagne) Juges de lignes : Matthias Cristeli (Italie) Simon Wust (Suisse) |
| Steven Lyle      | Gardiens | Arsenije Ranković               |                                                                               | Arbitrage : Andreas Harnebring (Suède) Ladislav Smetana (Allemagne) Juges de lignes : Matthias Cristeli (Italie) Simon Wust (Suisse) |
| 12 min           | Pénalités | 16 min                          |                                                                               | Arbitrage : Andreas Harnebring (Suède) Ladislav Smetana (Allemagne) Juges de lignes : Matthias Cristeli (Italie) Simon Wust (Suisse) |
| 52               | Tirs | 16                              |                                                                               | Arbitrage : Andreas Harnebring (Suède) Ladislav Smetana (Allemagne) Juges de lignes : Matthias Cristeli (Italie) Simon Wust (Suisse) |

| 13 février 2016 | Pays-Bas | 2-4 (1-2, 1-1, 0-1) | Italie | Stadio Olimpico 862 spectateurs |

| Feuille de match  | Feuille de match                                                        | Feuille de match        | Feuille de match | Feuille de match |
| ----------------- | ----------------------------------------------------------------------- | ----------------------- | --- | --- |
|                   | - Marx (Dalhuisen) — 2 min 39 s - Hagemeijer (Bruijsten) — 20 min 8 s - | 0-1 1-1 1-2 2-2 2-3 2-4 | Insam — 39 s - D. Kostner (S. Kostner, Helfer) — 9 min 55 s - Devergilio (Helfer, Zanette) — 33 min 11 s Frigo (D. Kostner) — 51 min 53 s | Arbitrage : Marcus Brill (Allemagne) Petri Lindqvist (Finlande) Juges de lignes : Grega Markizeti (Slovènie) duard Metalnikov (Russie) |
| Martin Oosterwijk | Gardiens                                                                | Thomas Tragust          | | Arbitrage : Marcus Brill (Allemagne) Petri Lindqvist (Finlande) Juges de lignes : Grega Markizeti (Slovènie) duard Metalnikov (Russie) |
| 12 min            | Pénalités                                                               | 8 min                   | | Arbitrage : Marcus Brill (Allemagne) Petri Lindqvist (Finlande) Juges de lignes : Grega Markizeti (Slovènie) duard Metalnikov (Russie) |
| 19                | Tirs                                                                    | 32                      | | Arbitrage : Marcus Brill (Allemagne) Petri Lindqvist (Finlande) Juges de lignes : Grega Markizeti (Slovènie) duard Metalnikov (Russie) |

| 14 février 2016 | Serbie | 3-7 (0-2, 2-2, 1-3) | Pays-Bas | Stadio Olimpico 428 spectateurs |

| Feuille de match  | Feuille de match                                                                                                   | Feuille de match                                                | Feuille de match | Feuille de match |
| ----------------- | --- | --------------------------------------------------------------- | --- | --- |
|                   | - Dujmić (Komazec) — 24 min 59 s Vučurević (Popravka) — 29 min 59 s - Filipovic (Milovanovic) — 54 min 58 s (IN) - | 0-1 0-2 1-2 2-2 2-3 2-4 3-4 3-5 3-6 3-7                         | Bruijsten (Nagtzaam, Dalhuisen) — 56 s Bruijsten (Collier, Nagtzaam) — 16 min 25 s - Nagtzaam (Bruijsten) — 37 min 58 s (SN) Dalhuisen (Bruijsten, Smid) — 39 min 11 s - Dalhuisen (Bruijsten, Stempher) — 55 min 18 s (SN) Staats (Wurm, Brekelmans) — 55 min 51 s Bruijsten (Stempher, Dalhuisen) — 57 min 19 s | Arbitrage : Andreas Harnebring (Suède) Petri Lindqvist (Finlande) Juges de lignes : Matthias Cristeli (Italie) Grega Markizeti (Slovénie) |
| Arsenije Ranković | Gardiens | Martijn Oosterwijk (29 min 59 s) Ruud Leeuwesteijn (30 min 1 s) | | Arbitrage : Andreas Harnebring (Suède) Petri Lindqvist (Finlande) Juges de lignes : Matthias Cristeli (Italie) Grega Markizeti (Slovénie) |
| 8 min             | Pénalités | 6 min                                                           | | Arbitrage : Andreas Harnebring (Suède) Petri Lindqvist (Finlande) Juges de lignes : Matthias Cristeli (Italie) Grega Markizeti (Slovénie) |
| 23                | Tirs | 59                                                              | | Arbitrage : Andreas Harnebring (Suède) Petri Lindqvist (Finlande) Juges de lignes : Matthias Cristeli (Italie) Grega Markizeti (Slovénie) |

| 14 février 2016 | Italie | 6-2 (3-0, 1-1, 2-1) | Grande-Bretagne | Stadio Olimpico 781 spectateurs |

| Feuille de match | Feuille de match | Feuille de match                | Feuille de match                                                                         | Feuille de match |
| ---------------- | --- | ------------------------------- | ---------------------------------------------------------------------------------------- | --- |
|                  | Borgatello (Egger, Ant. Bernard) — 8 min 15 s (SN) Ant. Bernard (Egger, Ramoser) — 10 min 5 s (SN) S. Kostner (Borgatello, Helfer) — 15 min 26 s Borgatello (Insam) — 35 min 56 s - Gellert (Plastino) — 47 min 23 s Ramoser (Ant. Bernard, Insam) — 59 min 26 s (CV) | 1-0 2-0 3-0 4-0 4-1 4-2 5-2 6-2 | - Tait (Phillips, Lee) — 38 min 25 s (SN) Clarke (O'Connor, Shields) — 45 min 1 s (SN) - | Arbitrage : Marcus Brill (Allemagne) Ladislav Smetana (Allemagne) Juges de lignes : Eduard Metalnikov (Russie) Wojciech Moszczynski (Pologne) |
| Andreas Bernard  | Gardiens | Ben Bowns                       |                                                                                          | Arbitrage : Marcus Brill (Allemagne) Ladislav Smetana (Allemagne) Juges de lignes : Eduard Metalnikov (Russie) Wojciech Moszczynski (Pologne) |
| 14 min           | Pénalités | 22 min                          |                                                                                          | Arbitrage : Marcus Brill (Allemagne) Ladislav Smetana (Allemagne) Juges de lignes : Eduard Metalnikov (Russie) Wojciech Moszczynski (Pologne) |
| 32               | Tirs | 27                              |                                                                                          | Arbitrage : Marcus Brill (Allemagne) Ladislav Smetana (Allemagne) Juges de lignes : Eduard Metalnikov (Russie) Wojciech Moszczynski (Pologne) |

| Clt   | Équipe          | PJ | V | VP | D | DP | BP | BC | Diff | Pts |
| ----- | --------------- | -- | - | -- | - | -- | -- | -- | ---- | --- |
| +001, | Italie          | 3  | 3 | 0  | 0 | 0  | 18 | 4  | +14  | 9   |
| +002, | Grande-Bretagne | 3  | 2 | 0  | 1 | 0  | 14 | 13 | +1   | 6   |
| +003, | Pays-Bas        | 3  | 1 | 0  | 2 | 0  | 14 | 13 | +1   | 3   |
| +004, | Serbie          | 3  | 0 | 0  | 3 | 0  | 5  | 21 | -16  | 0   |

- Qualifié pour le tour de qualification

### Groupe H
Le Groupe H a lieu du 11 au 14 février 2016 à Budapest en Hongrie.
| 11 février 2016 | Pologne | 6-2 (3-0, 2-1, 1-1) | Estonie | Sportarena 858 spectateurs |

| Feuille de match | Feuille de match | Feuille de match                | Feuille de match                                                           | Feuille de match |
| ---------------- | --- | ------------------------------- | -------------------------------------------------------------------------- | --- |
|                  | Wronka (Bepierszcz) — 1 min 50 s Chmielewski (Pasiut, Łopuski) — 15 min (SN) Guzik (Wajda) — 18 min 53 s - Bepierszcz (Dziubiński) — 21 min 41 s Kolusz (Malasiński) — 23 min 6 s - Rompkowski (Dziubiński, Chmielewski) — 45 min 33 s | 1-0 2-0 3-0 3-1 4-1 5-1 5-2 6-2 | - Petrov (Makrov, Shvarogin) — 20 min 50 s - Petrov (Rooba) — 43 min 8 s - | Arbitrage : Pavel Hodek (Rép. tchèque) Daniel Stricker (Suisse) Juges de lignes : Botond Palkovi (Hongrie) Nikolaj Ponomarjow (Allemagne) |
| Kamil Kosowski   | Gardiens | Roman Sumikhin                  |                                                                            | Arbitrage : Pavel Hodek (Rép. tchèque) Daniel Stricker (Suisse) Juges de lignes : Botond Palkovi (Hongrie) Nikolaj Ponomarjow (Allemagne) |
| 4 min            | Pénalités | 6 min                           |                                                                            | Arbitrage : Pavel Hodek (Rép. tchèque) Daniel Stricker (Suisse) Juges de lignes : Botond Palkovi (Hongrie) Nikolaj Ponomarjow (Allemagne) |
| 64               | Tirs | 16                              |                                                                            | Arbitrage : Pavel Hodek (Rép. tchèque) Daniel Stricker (Suisse) Juges de lignes : Botond Palkovi (Hongrie) Nikolaj Ponomarjow (Allemagne) |

| 11 février 2016 | Lituanie | 0-4 (0-1, 0-1, 0-2) | Hongrie | Sportarena 7 110 spectateurs |

| Feuille de match | Feuille de match | Feuille de match | Feuille de match | Feuille de match |
| ---------------- | ---------------- | ---------------- | --- | --- |
|                  | -                | 0-1 0-2 0-3 0-4  | Galló (Benk, Nagy) — 14 min 25 s Hári (Bartalis) — 27 min 43 s Banham (Kóger, Sarauer) — 42 min 34 s (SN) Kiss (Sarauer) — 45 min 9 s | Arbitrage : Michael Hicks (Grande-Bretagne) Linus Ohlund (Suède) Juges de lignes : Remi Aasum (Norvège) Michael Hofstatter (Autriche) |
| Mantas Armalis   | Gardiens         | Miklós Rajna     | | Arbitrage : Michael Hicks (Grande-Bretagne) Linus Ohlund (Suède) Juges de lignes : Remi Aasum (Norvège) Michael Hofstatter (Autriche) |
| 8 min            | Pénalités        | 8 min            | | Arbitrage : Michael Hicks (Grande-Bretagne) Linus Ohlund (Suède) Juges de lignes : Remi Aasum (Norvège) Michael Hofstatter (Autriche) |
| 19               | Tirs             | 60               | | Arbitrage : Michael Hicks (Grande-Bretagne) Linus Ohlund (Suède) Juges de lignes : Remi Aasum (Norvège) Michael Hofstatter (Autriche) |

| 12 février 2016 | Pologne | 9-1 (2-0, 5-0, 2-1) | Lituanie | Sportarena 640 spectateurs |

| Feuille de match   | Feuille de match | Feuille de match                                 | Feuille de match        | Feuille de match |
| ------------------ | --- | ------------------------------------------------ | ----------------------- | --- |
|                    | Pasiut (Chmielewski) — 15 min 1 s Chmielewski (Łopuski) — 17 min 26 s Zapała (Malasiński) — 20 min 35 s Urbanowicz (Dronia) — 23 min 12 s Dziubiński (Kotlorz) — 25 min 29 s (SN) Malasiński — 37 min 29 s Dziubiński (Pociecha, Wronka) — 39 min 42 s (SN) Zapała (Rompkowski, Kolusz) — 40 min 33 s Bepierszcz (Wronka, Kruczek) — 52 min 20 s - | 1-0 2-0 3-0 4-0 5-0 6-0 7-0 8-0 9-0 9-1          | - Bogdziul — 55 min 5 s | Arbitrage : Linus Ohlund (Suède) Daniel Stricker (Suisse) Juges de lignes : Michael Hofstatter (Autriche) Botond Palkovi (Hongrie) |
| Przemysław Odrobny | Gardiens | Mantas Armalis (40 min) Artur Pavliukov (20 min) |                         | Arbitrage : Linus Ohlund (Suède) Daniel Stricker (Suisse) Juges de lignes : Michael Hofstatter (Autriche) Botond Palkovi (Hongrie) |
| 10 min             | Pénalités | 10 min                                           |                         | Arbitrage : Linus Ohlund (Suède) Daniel Stricker (Suisse) Juges de lignes : Michael Hofstatter (Autriche) Botond Palkovi (Hongrie) |
| 56                 | Tirs | 39                                               |                         | Arbitrage : Linus Ohlund (Suède) Daniel Stricker (Suisse) Juges de lignes : Michael Hofstatter (Autriche) Botond Palkovi (Hongrie) |

| 12 février 2016 | Hongrie | 7-1 (2-0, 2-1, 3-0) | Estonie | Sportarena 8 100 spectateurs |

| Feuille de match | Feuille de match | Feuille de match                | Feuille de match                 | Feuille de match |
| ---------------- | --- | ------------------------------- | -------------------------------- | --- |
|                  | Sofron (Koger, Sarauer) — 1 min 50 s Galló (Gõz) — 15 min 12 s Sofron (Koger, Sarauer) — 23 min 31 s (SN) - Banham (Hári) — 31 min 51 s Vincze (Nagy) — 43 min 15 s Vincze (Koger, Sofron) — 56 min 7 s (SN) Sarauer (Vincze) — 58 min 33 s (SN) | 1-0 2-0 3-0 3-1 4-1 5-1 6-1 7-1 | - Rooba (Makrov) — 26 min 45 s - | Arbitrage : Michael Hicks (Grande-Bretagne) Pavel Hodek (Rép. tchèque) Juges de lignes : Raivis Jucers (Lettonie) Nikolaj Ponomarjow (Allemagne) |
| Zoltán Hetényi   | Gardiens | Villem-Henrik Koitmaa           |                                  | Arbitrage : Michael Hicks (Grande-Bretagne) Pavel Hodek (Rép. tchèque) Juges de lignes : Raivis Jucers (Lettonie) Nikolaj Ponomarjow (Allemagne) |
| 8 min            | Pénalités | 18 min                          |                                  | Arbitrage : Michael Hicks (Grande-Bretagne) Pavel Hodek (Rép. tchèque) Juges de lignes : Raivis Jucers (Lettonie) Nikolaj Ponomarjow (Allemagne) |
| 62               | Tirs | 19                              |                                  | Arbitrage : Michael Hicks (Grande-Bretagne) Pavel Hodek (Rép. tchèque) Juges de lignes : Raivis Jucers (Lettonie) Nikolaj Ponomarjow (Allemagne) |

| 14 février 2016 | Estonie | 4-1 (3-1, 0-0, 1-0) | Lituanie | Sportarena 950 spectateurs |

| Feuille de match      | Feuille de match | Feuille de match    | Feuille de match                                   | Feuille de match |
| --------------------- | --- | ------------------- | -------------------------------------------------- | --- |
|                       | Makrov (Petrov, Rooba) — 43 s Shvarogin (Rooba) — 2 min 34 s (SN) - Konyshev (Sorokin) — 15 min 56 s Makrov (Petrov) — 43 min 59 s (SN) | 1-0 2-0 2-1 3-1 4-1 | - Nomanovas (Katulis, Kieras) — 13 min 24 s (SN) - | Arbitrage : Michael Hicks (Grande-Bretagne) Pavel Hodek (Rép. tchèque) Juges de lignes : Remi Aasum (Norvège) Botond Palkovi (Hongrie) |
| Villem-Henrik Koitmaa | Gardiens | Mantas Armalis      |                                                    | Arbitrage : Michael Hicks (Grande-Bretagne) Pavel Hodek (Rép. tchèque) Juges de lignes : Remi Aasum (Norvège) Botond Palkovi (Hongrie) |
| 16 min                | Pénalités | 12 min              |                                                    | Arbitrage : Michael Hicks (Grande-Bretagne) Pavel Hodek (Rép. tchèque) Juges de lignes : Remi Aasum (Norvège) Botond Palkovi (Hongrie) |
| 26                    | Tirs | 56                  |                                                    | Arbitrage : Michael Hicks (Grande-Bretagne) Pavel Hodek (Rép. tchèque) Juges de lignes : Remi Aasum (Norvège) Botond Palkovi (Hongrie) |

| 14 février 2016 | Hongrie | 0-1 (TB) (0-0, 0-0, 0-0, 0-0, 0-1) | Pologne | Sportarena 9 000 spectateurs |

| Feuille de match | Feuille de match | Feuille de match   | Feuille de match     | Feuille de match |
| ---------------- | ---------------- | ------------------ | -------------------- | --- |
|                  | -                | 0-1                | Zapala — 65 min (TB) | Arbitrage : Linus Ohlund (Suède) Daniel Stricker (Suisse) Juges de lignes : Raivis Jucers (LEttonie) Nikolaj Ponomarjow (Allemagne) |
| Miklós Rajna     | Gardiens         | Przemysław Odrobny |                      | Arbitrage : Linus Ohlund (Suède) Daniel Stricker (Suisse) Juges de lignes : Raivis Jucers (LEttonie) Nikolaj Ponomarjow (Allemagne) |
| 8 min            | Pénalités        | 4 min              |                      | Arbitrage : Linus Ohlund (Suède) Daniel Stricker (Suisse) Juges de lignes : Raivis Jucers (LEttonie) Nikolaj Ponomarjow (Allemagne) |
| 38               | Tirs             | 27                 |                      | Arbitrage : Linus Ohlund (Suède) Daniel Stricker (Suisse) Juges de lignes : Raivis Jucers (LEttonie) Nikolaj Ponomarjow (Allemagne) |

| Clt   | Équipe   | PJ | V | VP | D | DP | BP | BC | Diff | Pts |
| ----- | -------- | -- | - | -- | - | -- | -- | -- | ---- | --- |
| +001, | Pologne  | 3  | 2 | 1  | 0 | 0  | 16 | 3  | +13  | 8   |
| +002, | Hongrie  | 3  | 2 | 0  | 0 | 1  | 11 | 2  | +9   | 7   |
| +003, | Estonie  | 3  | 1 | 0  | 2 | 0  | 7  | 14 | -7   | 3   |
| +004, | Lituanie | 3  | 0 | 0  | 3 | 0  | 2  | 17 | -15  | 0   |

- Qualifié pour le tour de qualification

### Groupe J
Le Groupe J a lieu du 11 au 14 février 2016 à Sapporo au Japon.
| 11 février 2016 | Ukraine | 3-0 (0-0, 2-0, 1-0) | Roumanie | Tsukisamu Arena 1 020 spectateurs |

| Feuille de match    | Feuille de match | Feuille de match | Feuille de match | Feuille de match |
| ------------------- | --- | ---------------- | ---------------- | --- |
|                     | Lounovy (Kouzmyk, Mikhnov) — 29 min 32 s Mikhnov (Bondaryev) — 38 min 19 s Hnidenko (Issayenko, Kicha) — 54 min 35 s | 1-0 2-0 3-0      | -                | Arbitrage : Peter Gebei (Hongrie) Alekseï Ravodine (Russie) Juges de lignes : Shinobu Kawai (Japon) Jani Pesonen (Finlande) |
| Eduard Zakharchenko | Gardiens | Attila Adorján   |                  | Arbitrage : Peter Gebei (Hongrie) Alekseï Ravodine (Russie) Juges de lignes : Shinobu Kawai (Japon) Jani Pesonen (Finlande) |
| 22 min              | Pénalités | 10 min           |                  | Arbitrage : Peter Gebei (Hongrie) Alekseï Ravodine (Russie) Juges de lignes : Shinobu Kawai (Japon) Jani Pesonen (Finlande) |
| 48                  | Tirs | 27               |                  | Arbitrage : Peter Gebei (Hongrie) Alekseï Ravodine (Russie) Juges de lignes : Shinobu Kawai (Japon) Jani Pesonen (Finlande) |

| 11 février 2016 | Croatie | 0-3 (0-0, 0-1, 0-2) | Japon | Tsukisamu Arena 1 828 spectateurs |

| Feuille de match | Feuille de match | Feuille de match | Feuille de match                                                                                           | Feuille de match |
| ---------------- | ---------------- | ---------------- | --- | --- |
|                  | -                | 0-1 0-2 0-3      | Osawa (Hashiba) — 34 min 50 s (JS) Osawa (Mitamura, Hashimoto) — 55 min 39 s Tanaka (Hirano) — 55 min 59 s | Arbitrage : Stephen Reneau (États-Unis) Gordon Schukies (Allemagne) Juges de lignes : Cédric Borga (Suisse) Dana Penkivech (États-Unis) |
| Mate Tomljenovic | Gardiens         | Yutaka Fukufuji  | | Arbitrage : Stephen Reneau (États-Unis) Gordon Schukies (Allemagne) Juges de lignes : Cédric Borga (Suisse) Dana Penkivech (États-Unis) |
| 4 min            | Pénalités        | 8 min            | | Arbitrage : Stephen Reneau (États-Unis) Gordon Schukies (Allemagne) Juges de lignes : Cédric Borga (Suisse) Dana Penkivech (États-Unis) |
| 8                | Tirs             | 43               | | Arbitrage : Stephen Reneau (États-Unis) Gordon Schukies (Allemagne) Juges de lignes : Cédric Borga (Suisse) Dana Penkivech (États-Unis) |

| 13 février 2016 | Ukraine | 6-0 (3-0, 1-0, 2-0) | Croatie | Tsukisamu Arena 1 227 spectateurs |

| Feuille de match    | Feuille de match | Feuille de match        | Feuille de match | Feuille de match |
| ------------------- | --- | ----------------------- | ---------------- | --- |
|                     | Hnidenko (Kicha, Petrangovsky) — 1 min Pobyedonostsev (Bondaryev) — 7 min 28 s Petrangovsky (Kicha) — 15 min 42 s Kicha (Petrangovsky, Hnidenko) — 24 min 6 s (SN) Blahy (Mikhnov, Bondaryev) — 49 min 21 s Bondaryev (Andreïkiv, Blahy) — 59 min 55 s | 1-0 2-0 3-0 4-0 5-0 6-0 | -                | Arbitrage : Alekseï Ravodine (Russie) Gordon Schukies (Allemagne) Juges de lignes : Benoît Martineau (Canada) Dana Penkivech (États-Unis) |
| Eduard Zakharchenko | Gardiens | Vilim Rosandić          |                  | Arbitrage : Alekseï Ravodine (Russie) Gordon Schukies (Allemagne) Juges de lignes : Benoît Martineau (Canada) Dana Penkivech (États-Unis) |
| 6 min               | Pénalités | 10 min                  |                  | Arbitrage : Alekseï Ravodine (Russie) Gordon Schukies (Allemagne) Juges de lignes : Benoît Martineau (Canada) Dana Penkivech (États-Unis) |
| 57                  | Tirs | 26                      |                  | Arbitrage : Alekseï Ravodine (Russie) Gordon Schukies (Allemagne) Juges de lignes : Benoît Martineau (Canada) Dana Penkivech (États-Unis) |

| 13 février 2016 | Japon | 7-0 (0-0, 5-0, 2-0) | Roumanie | Tsukisamu Arena 2 265 spectateurs |

| Feuille de match | Feuille de match | Feuille de match            | Feuille de match | Feuille de match |
| ---------------- | --- | --------------------------- | ---------------- | --- |
|                  | Kuji (Obara, Takahashi) — 25 min 29 s Hirano (Tanaka, Yanadori) — 33 min 23 s Ueno (Haga, Yamashita) — 35 min 29 s Nishiwaki (Obara, Kuji) — 36 min 18 s Obara (Kuji, Takahashi) — 37 min 3 s Kuji (Obara, Ueno) — 52 min 8 s (SN) Yamashita (Ueno, Nishiwaki) — 57 min 23 s | 1-0 2-0 3-0 4-0 5-0 6-0 7-0 | -                | Arbitrage : Peter Gebei (Hongrie) Stephen Reneau (États-Unis) Juges de lignes : Cédric Borga (Suisse) Jani Pesonen (Finlande) |
| Takuto Onado     | Gardiens | Gellért Ruczuj              |                  | Arbitrage : Peter Gebei (Hongrie) Stephen Reneau (États-Unis) Juges de lignes : Cédric Borga (Suisse) Jani Pesonen (Finlande) |
| 4 min            | Pénalités | 6 min                       |                  | Arbitrage : Peter Gebei (Hongrie) Stephen Reneau (États-Unis) Juges de lignes : Cédric Borga (Suisse) Jani Pesonen (Finlande) |
| 39               | Tirs | 14                          |                  | Arbitrage : Peter Gebei (Hongrie) Stephen Reneau (États-Unis) Juges de lignes : Cédric Borga (Suisse) Jani Pesonen (Finlande) |

| 14 février 2016 | Roumanie | 1-4 (0-1, 1-2, 0-1) | Croatie | Tsukisamu Arena 1 003 spectateurs |

| Feuille de match | Feuille de match                      | Feuille de match    | Feuille de match | Feuille de match |
| ---------------- | ------------------------------------- | ------------------- | --- | --- |
|                  | - Molnár (Constantin) — 26 min 30 s - | 0-1 1-1 1-2 1-3 1-4 | Kanaet (Šakić, Blagus) — 6 min 59 s - Mikulić (Janković, Mirić) — 31 min 8 s Novak (Puzic) — 39 min 9 s Šakić (Kanaet) — 58 min 53 s (CV) | Arbitrage : Peter Gebei (Hongrie) Gordon Schukies (Allemagne) Juges de lignes : Shinobu Kawai (Japon) Dana Penkivech (États-Unis) |
| Attila Adorján   | Gardiens                              | Mate Tomljenovic    | | Arbitrage : Peter Gebei (Hongrie) Gordon Schukies (Allemagne) Juges de lignes : Shinobu Kawai (Japon) Dana Penkivech (États-Unis) |
| 6 min            | Pénalités                             | 4 min               | | Arbitrage : Peter Gebei (Hongrie) Gordon Schukies (Allemagne) Juges de lignes : Shinobu Kawai (Japon) Dana Penkivech (États-Unis) |
| 25               | Tirs                                  | 41                  | | Arbitrage : Peter Gebei (Hongrie) Gordon Schukies (Allemagne) Juges de lignes : Shinobu Kawai (Japon) Dana Penkivech (États-Unis) |

| 14 février 2016 | Japon | 2-1 (0-0, 0-0, 2-1) | Ukraine | Tsukisamu Arena 2 000 spectateurs |

| Feuille de match | Feuille de match                                                          | Feuille de match    | Feuille de match                        | Feuille de match |
| ---------------- | ------------------------------------------------------------------------- | ------------------- | --------------------------------------- | --- |
|                  | Takagi (Osawa, Yamashita) — 46 min 19 s Obara (Ueno) — 50 min 32 s (SN) - | 1-0 2-0 2-1         | - Petrangovsky (Hnidenko) — 54 min 36 s | Arbitrage : Alekseï Ravodine (Russie) Stephen Reneau (États-Unis) Juges de lignes : Benoît Martineau (Canada) Jani Pesonen (Finlande) |
| Yutaka Fukufuji  | Gardiens                                                                  | Eduard Zakharchenko |                                         | Arbitrage : Alekseï Ravodine (Russie) Stephen Reneau (États-Unis) Juges de lignes : Benoît Martineau (Canada) Jani Pesonen (Finlande) |
| 22 min           | Pénalités                                                                 | 35 min              |                                         | Arbitrage : Alekseï Ravodine (Russie) Stephen Reneau (États-Unis) Juges de lignes : Benoît Martineau (Canada) Jani Pesonen (Finlande) |
| 30               | Tirs                                                                      | 33                  |                                         | Arbitrage : Alekseï Ravodine (Russie) Stephen Reneau (États-Unis) Juges de lignes : Benoît Martineau (Canada) Jani Pesonen (Finlande) |

| Clt   | Équipe   | PJ | V | VP | D | DP | BP | BC | Diff | Pts |
| ----- | -------- | -- | - | -- | - | -- | -- | -- | ---- | --- |
| +001, | Japon    | 3  | 3 | 0  | 0 | 0  | 12 | 1  | +11  | 9   |
| +002, | Ukraine  | 3  | 2 | 0  | 1 | 0  | 10 | 2  | +8   | 6   |
| +003, | Croatie  | 3  | 1 | 0  | 2 | 0  | 4  | 10 | -6   | 3   |
| +004, | Roumanie | 3  | 0 | 0  | 3 | 0  | 1  | 14 | -13  | 0   |

- Qualifié pour le tour de qualification

## Tour de qualification

### Groupe D
Le Groupe D a lieu du 1er au 4 septembre 2016 à Minsk en Biélorussie.
| 1er septembre 2016 | Slovénie | 6-1 (2-0, 3-0, 1-1) | Pologne | Minsk Arena 1 800 spectateurs |

| Feuille de match | Feuille de match | Feuille de match            | Feuille de match                            | Feuille de match                                                                     |
| ---------------- | --- | --------------------------- | ------------------------------------------- | ------------------------------------------------------------------------------------ |
|                  | Kopitar (Urbas, Pance) — 15 min 50 s (SN) Jeglič (Tičar, Verlič) — 17 min 38 s Muršak (Ograjenšek, Gregorc) — 24 min 46 s Kopitar (Gregorc, Sabolič) — 28 min 41 s (SN) Kranjc (Muršak, Ograjenšek) — 32 min 48 s Kopitar (Repe, Kovačevič) — 40 min 16 s - | 1-0 2-0 3-0 4-0 5-0 6-0 6-1 | - Dziubinski (Dronia, Wronka) — 57 min 12 s | Arbitrage : Stefan Fonselius Daniel Konc Juges de ligne : Dmitry Golyak Iouri Ivanov |
| Krošelj          | Gardiens | Odrobny                     |                                             | Arbitrage : Stefan Fonselius Daniel Konc Juges de ligne : Dmitry Golyak Iouri Ivanov |
| 6 min            | Pénalités | 12 min                      |                                             | Arbitrage : Stefan Fonselius Daniel Konc Juges de ligne : Dmitry Golyak Iouri Ivanov |
| 30               | Tirs | 20                          |                                             | Arbitrage : Stefan Fonselius Daniel Konc Juges de ligne : Dmitry Golyak Iouri Ivanov |

| 1er septembre 2016 | Danemark | 2-5 (1-2, 0-0, 1-3) | Biélorussie | Minsk Arena 15 086 spectateurs |

| Feuille de match | Feuille de match                                                                     | Feuille de match            | Feuille de match | Feuille de match                                                                              |
| ---------------- | ------------------------------------------------------------------------------------ | --------------------------- | --- | --------------------------------------------------------------------------------------------- |
|                  | N. Jensen (Bødker) — 2 min 46 s - Hansen (Ehlers, F. Nielsen) — 58 min 41 s (2 SN) - | 1-0 1-1 1-2 1-3 1-4 2-4 2-5 | - Pawlovitch (Linglet, Stas) — 11 min 50 s Volkaw (Lissavets) — 17 min 8 s (IN) S. Kastsitsyne (Hrabarenka) — 43 min 46 s (SN) Stas (Platt) — 53 min 17 s - S. Kostitsyn — 59 min 24 s (CV) | Arbitrage : Daniel Piechaczek Marcus Vinnerborg Juges de lignes : Martin Korba Anton Semjonov |
| Andersen         | Gardiens                                                                             | Lalande                     | | Arbitrage : Daniel Piechaczek Marcus Vinnerborg Juges de lignes : Martin Korba Anton Semjonov |
| 10 min           | Pénalités                                                                            | 24 min                      | | Arbitrage : Daniel Piechaczek Marcus Vinnerborg Juges de lignes : Martin Korba Anton Semjonov |
| 32               | Tirs                                                                                 | 22                          | | Arbitrage : Daniel Piechaczek Marcus Vinnerborg Juges de lignes : Martin Korba Anton Semjonov |

| 2 septembre 2016 | Slovénie | 3-0 (0-0, 1-0, 2-0) | Danemark | Minsk Arena 2 090 spectateurs |

| Feuille de match | Feuille de match                                                                   | Feuille de match                         | Feuille de match | Feuille de match                                                                           |
| ---------------- | ---------------------------------------------------------------------------------- | ---------------------------------------- | ---------------- | ------------------------------------------------------------------------------------------ |
|                  | Kovačevič — 24 min 18 s Mušič (Kuralt) — 49 min 18 s Urbas (Kopitar) — 57 min 49 s | 1-0 2-0 3-0                              | -                | Arbitrage : Daniel Konc Marcus Vinnerborg Juges de lignes : Dmitry Golyak Lukas Kohlmüller |
| Krošelj          | Gardiens                                                                           | Andersen (55 min 39 s) Dahm (4 min 21 s) |                  | Arbitrage : Daniel Konc Marcus Vinnerborg Juges de lignes : Dmitry Golyak Lukas Kohlmüller |
| 29 min           | Pénalités                                                                          | 4 min                                    |                  | Arbitrage : Daniel Konc Marcus Vinnerborg Juges de lignes : Dmitry Golyak Lukas Kohlmüller |
| 21               | Tirs                                                                               | 32                                       |                  | Arbitrage : Daniel Konc Marcus Vinnerborg Juges de lignes : Dmitry Golyak Lukas Kohlmüller |

| 2 septembre 2016 | Biélorussie | 5-3 (4-2, 1-0, 0-1) | Pologne | Minsk Arena 10 820 spectateurs |

| Feuille de match | Feuille de match | Feuille de match                | Feuille de match | Feuille de match                                                                            |
| ---------------- | --- | ------------------------------- | --- | ------------------------------------------------------------------------------------------- |
|                  | - Bailen (Stepanov, S. Kastsitsyne) — 13 min 51 s (SN) Stepanov (Bailen, A. Kastsitsyne) — 15 min 45 s (2 SN) Hrabarenka (Stas, S. Kastsitsyne) — 16 min 18 s (SN) Stas (Linglet, Platt) — 19 min 32 s A Kastsitsyne (S. Kastsitsyne, Hawrous) — 38 min 1 s - | 0-1 0-2 1-2 2-2 3-2 4-2 5-2 5-3 | Bychawski (Wajda) — 5 min 35 s Chmielewski (Łopuski, Pasiut) — 8 min 59 s - Pociecha (Bryk, Wronka) — 59 min 15 s (SN) | Arbitrage : Stefan Fonselius Daniel Piechaczek Juges de lignes : Yury Ivanov Anton Semjonov |
| Lalande          | Gardiens | Radziszewski                    | | Arbitrage : Stefan Fonselius Daniel Piechaczek Juges de lignes : Yury Ivanov Anton Semjonov |
| 6 min            | Pénalités | 14 min                          | | Arbitrage : Stefan Fonselius Daniel Piechaczek Juges de lignes : Yury Ivanov Anton Semjonov |
| 33               | Tirs | 15                              | | Arbitrage : Stefan Fonselius Daniel Piechaczek Juges de lignes : Yury Ivanov Anton Semjonov |

| 4 septembre 2016 | Pologne | 2-5 (1-1, 0-2, 1-2) | Danemark | Minsk Arena 2 390 spectateurs |

| Feuille de match | Feuille de match                                                                          | Feuille de match            | Feuille de match | Feuille de match                                                                            |
| ---------------- | ----------------------------------------------------------------------------------------- | --------------------------- | --- | ------------------------------------------------------------------------------------------- |
|                  | - Kalinowski (Chichy, Urbanowicz) — 13 min 10 s - Urbanowicz (Kalinowski) — 50 min 20 s - | 0-1 1-1 1-2 1-3 1-4 2-4 2-5 | Storm (F. Nielsen, Bau) — 3 min 7 s - Bødker (N. Jensen, J. Jensen) — 25 min 53 s Larsen (N. Jensen, F. Nielsen) — 35 min 29 s (SN) Ehlers (Bjorkstrand, Larsen) — 42 min 2 s - Madsen (N. Jensen) — 52 min 24 s | Arbitrage : Daniel Konc Daniel Piechaczek Juges de lignes : Lukas Kohlmüller Anton Semjonov |
| Odrobny          | Gardiens                                                                                  | Dahm                        | | Arbitrage : Daniel Konc Daniel Piechaczek Juges de lignes : Lukas Kohlmüller Anton Semjonov |
| 4 min            | Pénalités                                                                                 | 4 min                       | | Arbitrage : Daniel Konc Daniel Piechaczek Juges de lignes : Lukas Kohlmüller Anton Semjonov |
| 18               | Tirs                                                                                      | 26                          | | Arbitrage : Daniel Konc Daniel Piechaczek Juges de lignes : Lukas Kohlmüller Anton Semjonov |

| 4 septembre 2016 | Biélorussie | 2-3 (TB) (0-0, 1-2, 1-0, 0-0, 0-1) | Slovénie | Minsk Arena 15 086 spectateurs |

| Feuille de match | Feuille de match                                                                                     | Feuille de match    | Feuille de match                                                                                    | Feuille de match                                                                           |
| ---------------- | --- | ------------------- | --------------------------------------------------------------------------------------------------- | ------------------------------------------------------------------------------------------ |
|                  | - Stepanov (Kavyrchyn, Koulakow) — 38 min 8 s Stepanov (Bailen, S. Kastsitsyne) — 51 min 41 s (SN) - | 0-1 0-2 1-2 2-2 2-3 | Tičar (Kopitar) — 21 min 46 s (2 SN) Tičar (Jeglič, Robar) — 22 min 49 s (SN) - Tičar — 65 min (TB) | Arbitrage : Stefan Fonselius Marcus Vinnerborg Juges de lignes : Iouri Ivanov Martin Korba |
| Karnaukhov       | Gardiens                                                                                             | Krošelj             | | Arbitrage : Stefan Fonselius Marcus Vinnerborg Juges de lignes : Iouri Ivanov Martin Korba |
| 6 min            | Pénalités                                                                                            | 6 min               | | Arbitrage : Stefan Fonselius Marcus Vinnerborg Juges de lignes : Iouri Ivanov Martin Korba |
| 29               | Tirs                                                                                                 | 32                  | | Arbitrage : Stefan Fonselius Marcus Vinnerborg Juges de lignes : Iouri Ivanov Martin Korba |

| Clt   | Équipe      | PJ | V | VP | D | DP | BP | BC | Diff | Pts |
| ----- | ----------- | -- | - | -- | - | -- | -- | -- | ---- | --- |
| +001, | Slovénie    | 3  | 2 | 1  | 0 | 0  | 12 | 3  | +9   | 8   |
| +002, | Biélorussie | 3  | 2 | 0  | 0 | 1  | 12 | 8  | +4   | 7   |
| +003, | Danemark    | 3  | 1 | 0  | 2 | 0  | 7  | 10 | -3   | 3   |
| +004, | Pologne     | 3  | 0 | 0  | 3 | 0  | 6  | 16 | -10  | 0   |

- Qualifié pour les Jeux olympiques

### Groupe E
Le Groupe E a lieu du 1er au 4 septembre 2016 à Riga en Lettonie.
| 1er septembre 2016 | Allemagne | 5-0 (2-0, 3-0, 0-0) | Japon | Arena Riga 979 spectateurs |

| Feuille de match | Feuille de match | Feuille de match                 | Feuille de match | Feuille de match                                                                     |
| ---------------- | --- | -------------------------------- | ---------------- | ------------------------------------------------------------------------------------ |
|                  | Macek (Draisaitl) — 3 min 26 s Hager (Rieder) — 17 min 22 s (SN) Rieder (Draisaitl, Macek) — 22 min 7 s Kühnackl — 24 min 44 s (SN) Schütz (Hager, D. Seidenberg) — 27 min 56 s (SN) | 1-0 2-0 3-0 4-0 5-0              | -                | Arbitrage : Peter Gebei Mikael Nord Juges de ligne : Maksims Bogdanovs Andrew Dalton |
| Grubauer         | Gardiens | Fukufuji (40 min) Onoda (20 min) |                  | Arbitrage : Peter Gebei Mikael Nord Juges de ligne : Maksims Bogdanovs Andrew Dalton |
| 6 min            | Pénalités | 13 min                           |                  | Arbitrage : Peter Gebei Mikael Nord Juges de ligne : Maksims Bogdanovs Andrew Dalton |
| 51               | Tirs | 13                               |                  | Arbitrage : Peter Gebei Mikael Nord Juges de ligne : Maksims Bogdanovs Andrew Dalton |

| 1er septembre 2016 | Autriche | 1-8 (1-2, 0-3, 0-3) | Lettonie | Arena Riga 4 210 spectateurs |

| Feuille de match                   | Feuille de match                                  | Feuille de match                    | Feuille de match | Feuille de match                                                                        |
| ---------------------------------- | ------------------------------------------------- | ----------------------------------- | --- | --------------------------------------------------------------------------------------- |
|                                    | - Hundertpfund (Geier, Herburger) — 16 min 39 s - | 0-1 0-2 1-2 1-3 1-4 1-5 1-6 1-7 1-8 | Daugaviņš (Indrašis, K. Rēdlihs) — 5 min 41 s Džeriņš (Dārziņš) — 11 min 23 s (IN) - Bukarts (Meija) — 25 min 18 s Daugavins (M. Rēdlihs, Darzins) — 27 min 36 s (SN) Ķēniņš (Ābols, K. Rēdlihs) — 38 min 48 s Indrašis (Daugaviņš, Karsums) — 43 min 57 s Dzierkals (Ābols, Ķēniņš) — 46 min 11 s Ābols (Ķēniņš, Bārtulis) — 56 min 45 s | Arbitrage : Martin Fraňo Aleksi Rantala Juges de lignes : Rene Jensen Rudolf Tošenovjan |
| Kickert (40 min) Madlener (20 min) | Gardiens                                          | Gudļevskis                          | | Arbitrage : Martin Fraňo Aleksi Rantala Juges de lignes : Rene Jensen Rudolf Tošenovjan |
| 16 min                             | Pénalités                                         | 12 min                              | | Arbitrage : Martin Fraňo Aleksi Rantala Juges de lignes : Rene Jensen Rudolf Tošenovjan |
| 23                                 | Tirs                                              | 31                                  | | Arbitrage : Martin Fraňo Aleksi Rantala Juges de lignes : Rene Jensen Rudolf Tošenovjan |

| 2 septembre 2016 | Allemagne | 6-0 (1-0, 2-0, 3-0) | Autriche | Arena Riga 1 062 spectateurs |

| Feuille de match | Feuille de match | Feuille de match        | Feuille de match | Feuille de match                                                                             |
| ---------------- | --- | ----------------------- | ---------------- | -------------------------------------------------------------------------------------------- |
|                  | Goc (Kink, Y. Seidenberg) — 14 min 22 s Hager (Schütz, Müller) — 28 min 4 s Müller (Goc) — 37 min 20 s Reimer (Kahun, Akdağ) — 42 min 16 s Schütz (Rieder, Kahun) — 54 min 24 s (SN) Draisaitl (Reimer) — 58 min (SN) | 1-0 2-0 3-0 4-0 5-0 6-0 | -                | Arbitrage : Mikael Nord Aleksi Rantala Juges de lignes : Maksims Bogdanovs Rudolf Tošenovjan |
| Grubauer         | Gardiens | Kickert                 |                  | Arbitrage : Mikael Nord Aleksi Rantala Juges de lignes : Maksims Bogdanovs Rudolf Tošenovjan |
| 8 min            | Pénalités | 8 min                   |                  | Arbitrage : Mikael Nord Aleksi Rantala Juges de lignes : Maksims Bogdanovs Rudolf Tošenovjan |
| 31               | Tirs | 25                      |                  | Arbitrage : Mikael Nord Aleksi Rantala Juges de lignes : Maksims Bogdanovs Rudolf Tošenovjan |

| 2 septembre 2016 | Lettonie | 3-1 (0-0, 1-0, 2-1) | Japon | Arena Riga 3 851 spectateurs |

| Feuille de match | Feuille de match | Feuille de match | Feuille de match                   | Feuille de match                                                                  |
| ---------------- | --- | ---------------- | ---------------------------------- | --------------------------------------------------------------------------------- |
|                  | Džeriņš (Sotnieks, K. Rēdlihs) — 35 min 54 s Karsums (Bārtulis, Indrašis) — 46 min 16 s (SN) - Džeriņš (Dārziņš, M. Rēdlihs) — 59 min 52 s (CV) | 1-0 2-0 2-1 3-1  | - Kuji (Takahashi) — 57 min 46 s - | Arbitrage : Martin Fraňo Peter Gebei Juges de lignes : Andrew Dalton Gašper Zganc |
| Merzļikins       | Gardiens | Fukufuji         |                                    | Arbitrage : Martin Fraňo Peter Gebei Juges de lignes : Andrew Dalton Gašper Zganc |
| 8 min            | Pénalités | 4 min            |                                    | Arbitrage : Martin Fraňo Peter Gebei Juges de lignes : Andrew Dalton Gašper Zganc |
| 41               | Tirs | 18               |                                    | Arbitrage : Martin Fraňo Peter Gebei Juges de lignes : Andrew Dalton Gašper Zganc |

| 4 septembre 2016 | Japon | 0-3 (0-1, 0-0, 0-2) | Autriche | Arena Riga 727 spectateurs |

| Feuille de match | Feuille de match | Feuille de match | Feuille de match | Feuille de match                                                                     |
| ---------------- | ---------------- | ---------------- | --- | ------------------------------------------------------------------------------------ |
|                  | -                | 0-1 0-2 0-3      | Grabner (Herburger, M. Raffl) — 18 min 23 s (SN) Kristler (Schumnig) — 47 min 27 s (SN) T. Raffl (Fischer) — 58 min 33 s | Arbitrage : Peter Gebei Mikael Nord Juges de lignes : Maksims Bogdanovs Gašper Zganc |
| Fukufuji         | Gardiens         | Kickert          | | Arbitrage : Peter Gebei Mikael Nord Juges de lignes : Maksims Bogdanovs Gašper Zganc |
| 4 min            | Pénalités        | 8 min            | | Arbitrage : Peter Gebei Mikael Nord Juges de lignes : Maksims Bogdanovs Gašper Zganc |
| 24               | Tirs             | 40               | | Arbitrage : Peter Gebei Mikael Nord Juges de lignes : Maksims Bogdanovs Gašper Zganc |

| 4 septembre 2016 | Lettonie | 2-3 (0-1, 1-1, 1-1) | Allemagne | Arena Riga 10 035 spectateurs |

| Feuille de match                                  | Feuille de match                                                                                       | Feuille de match    | Feuille de match | Feuille de match                                                                        |
| ------------------------------------------------- | --- | ------------------- | --- | --------------------------------------------------------------------------------------- |
|                                                   | - Indrašis (Bārtulis, Daugaviņš) — 34 min 55 s (SN) Karsums (Indrašis, Daugaviņš) — 46 min 19 s (SN) - | 0-1 0-2 1-2 2-2 2-3 | Draisaitl (Kühnhackl, Reimer) — 16 min 18 s (SN) Schütz (Hager, Kahun) — 24 min 51 s - Kühnhackl (Macek, Draisaitl) — 54 min 51 s (SN) | Arbitrage : Martin Fraňo Aleksi Rantala Juges de lignes : Rene Jensen Rudolf Tosenovjan |
| Merzļikins (30 min 50 s) Gudļevskis (28 min 24 s) | Gardiens                                                                                               | Grubauer            | | Arbitrage : Martin Fraňo Aleksi Rantala Juges de lignes : Rene Jensen Rudolf Tosenovjan |
| 6 min                                             | Pénalités                                                                                              | 10 min              | | Arbitrage : Martin Fraňo Aleksi Rantala Juges de lignes : Rene Jensen Rudolf Tosenovjan |
| 28                                                | Tirs                                                                                                   | 27                  | | Arbitrage : Martin Fraňo Aleksi Rantala Juges de lignes : Rene Jensen Rudolf Tosenovjan |

| Clt   | Équipe    | PJ | V | VP | D | DP | BP | BC | Diff | Pts |
| ----- | --------- | -- | - | -- | - | -- | -- | -- | ---- | --- |
| +001, | Allemagne | 3  | 3 | 0  | 0 | 0  | 14 | 2  | +12  | 9   |
| +002, | Lettonie  | 3  | 2 | 0  | 1 | 0  | 13 | 5  | +8   | 6   |
| +003, | Autriche  | 3  | 1 | 0  | 2 | 0  | 4  | 14 | -10  | 3   |
| +004, | Japon     | 3  | 0 | 0  | 3 | 0  | 1  | 11 | -10  | 0   |

- Qualifié pour les Jeux olympiques

### Groupe F
Le Groupe F a lieu du 1er au 4 septembre 2016 à Oslo en Norvège.
| 1er septembre 2016 | France | 2-1 (pr) (0-0, 1-1, 0-0, 1-0) | Italie | Jordal Amfi 643 spectateurs |

| Feuille de match | Feuille de match                                                                                 | Feuille de match | Feuille de match                             | Feuille de match                                                                               |
| ---------------- | ------------------------------------------------------------------------------------------------ | ---------------- | -------------------------------------------- | ---------------------------------------------------------------------------------------------- |
|                  | - Chakiachvili (Hecquefeuille) — 25 min 40 s S. Da Costa (Bellemare, Chakiachvili) — 60 min 24 s | 0-1 1-1 2-1      | D. Kostner (S. Kostner) — 23 min 20 s (SN) - | Arbitrage : Stephen Reneau Maxim Sidorenko Juges de ligne : Joep Leermakers Alexander Waldejer |
| Huet             | Gardiens                                                                                         | And. Bernard     |                                              | Arbitrage : Stephen Reneau Maxim Sidorenko Juges de ligne : Joep Leermakers Alexander Waldejer |
| 16 min           | Pénalités                                                                                        | 4 min            |                                              | Arbitrage : Stephen Reneau Maxim Sidorenko Juges de ligne : Joep Leermakers Alexander Waldejer |
| 31               | Tirs                                                                                             | 24               |                                              | Arbitrage : Stephen Reneau Maxim Sidorenko Juges de ligne : Joep Leermakers Alexander Waldejer |

| 1er septembre 2016 | Kazakhstan | 4-3 (pr) (0-0, 3-1, 0-2, 1-0) | Norvège | Jordal Amfi 2 714 spectateurs |

| Feuille de match                              | Feuille de match | Feuille de match            | Feuille de match | Feuille de match                                                                         |
| --------------------------------------------- | --- | --------------------------- | --- | ---------------------------------------------------------------------------------------- |
|                                               | Startchenko (Rymarev) — 21 min 23 s (SN) - Dallman (Ivanov) — 31 min 27 s Startchenko — 34 min 26 s - Bochenski (Dawes, Dallman) — 60 min 31 s | 1-0 1-1 2-1 3-1 3-2 3-3 4-3 | - Zuccarello (Bastiansen) — 23 min 48 s - Holøs (Zuccarello, Thoresen) — 58 min 43 s (JS) Bastiansen — 59 min 46 s (JS) - | Arbitrage : Jozef Kubuš Gordon Schukies Juges de lignes : Masi Puolakka Stanislav Raming |
| Kolesnik (45 min 46 s) Malguine (14 min 45 s) | Gardiens | Haugen                      | | Arbitrage : Jozef Kubuš Gordon Schukies Juges de lignes : Masi Puolakka Stanislav Raming |
| 10 min                                        | Pénalités | 6 min                       | | Arbitrage : Jozef Kubuš Gordon Schukies Juges de lignes : Masi Puolakka Stanislav Raming |
| 21                                            | Tirs | 41                          | | Arbitrage : Jozef Kubuš Gordon Schukies Juges de lignes : Masi Puolakka Stanislav Raming |

| 2 septembre 2016 | France | 4-1 (2-1, 0-0, 2-0) | Kazakhstan | Jordal Amfi 378 spectateurs |

| Feuille de match | Feuille de match | Feuille de match    | Feuille de match | Feuille de match                                                                               |
| ---------------- | --- | ------------------- | ---------------- | ---------------------------------------------------------------------------------------------- |
|                  | - S. Treille (Chakiachvili) — 7 min 10 s Fleury (S. Da Costa) — 15 min 3 s Fleury (Janil) — 55 min 31 s Douay (Y. Treille) — 57 min 40 s | 0-1 1-1 2-1 3-1 4-1 | Dawes — 20 s -   | Arbitrage : Gordon Schukies Maxim Sidorenko Juges de lignes : Masi Puolakka Alexander Waldejer |
| Huet             | Gardiens | Kolesnik            |                  | Arbitrage : Gordon Schukies Maxim Sidorenko Juges de lignes : Masi Puolakka Alexander Waldejer |
| 6 min            | Pénalités | 6 min               |                  | Arbitrage : Gordon Schukies Maxim Sidorenko Juges de lignes : Masi Puolakka Alexander Waldejer |
| 29               | Tirs | 25                  |                  | Arbitrage : Gordon Schukies Maxim Sidorenko Juges de lignes : Masi Puolakka Alexander Waldejer |

| 2 septembre 2016 | Norvège | 4-1 (2-0, 0-1, 2-0) | Italie | Jordal Amfi 3 751 spectateurs |

| Feuille de match | Feuille de match | Feuille de match    | Feuille de match                     | Feuille de match                                                                       |
| ---------------- | --- | ------------------- | ------------------------------------ | -------------------------------------------------------------------------------------- |
|                  | M. Olimb (Thoresen) — 8 min 35 s Kristiansen (Thoresen, Zuccarello) — 18 min 39 s (SN) - Holøs (M. Olimb, K. Olimb) — 51 min 26 s (SN) Martinsen (K. Olimb) — 57 min 51 s (SN) | 1-0 2-0 2-1 3-1 4-1 | - Traversa (Spinell) — 34 min 51 s - | Arbitrage : Jozef Kubuš Stephen Reneau Juges de lignes : Balázs Kovács Joep Leermakers |
| Haugen           | Gardiens | Cloutier            |                                      | Arbitrage : Jozef Kubuš Stephen Reneau Juges de lignes : Balázs Kovács Joep Leermakers |
| 14 min           | Pénalités | 31 min              |                                      | Arbitrage : Jozef Kubuš Stephen Reneau Juges de lignes : Balázs Kovács Joep Leermakers |
| 34               | Tirs | 13                  |                                      | Arbitrage : Jozef Kubuš Stephen Reneau Juges de lignes : Balázs Kovács Joep Leermakers |

| 4 septembre 2016 | Italie | 2-3 (1-1, 1-1, 0-1) | Kazakhstan | Jordal Amfi 386 spectateurs |

| Feuille de match                                  | Feuille de match                                                                                  | Feuille de match    | Feuille de match | Feuille de match                                                                           |
| ------------------------------------------------- | ------------------------------------------------------------------------------------------------- | ------------------- | --- | ------------------------------------------------------------------------------------------ |
|                                                   | Scandella (Ant. Bernard, Insam) — 6 min 47 s - Traversa (Marchetti, Zanatta) — 38 min 54 s (SN) - | 1-0 1-1 1-2 2-2 2-3 | - Khoudiakov (Rymarev, Chine) — 8 min 51 s (SN) Bochenski (Chine) — 28 min 42 s - Startchenko (Triasounov, Savtchenko) — 56 min 12 s | Arbitrage : Jozef Kubuš Gordon Schukies Juges de lignes : Balázs Kovács Alexander Waldejer |
| Cloutier (30 min 37 s) And. Bernard (28 min 26 s) | Gardiens                                                                                          | Kolesnik            | | Arbitrage : Jozef Kubuš Gordon Schukies Juges de lignes : Balázs Kovács Alexander Waldejer |
| 2 min                                             | Pénalités                                                                                         | 4 min               | | Arbitrage : Jozef Kubuš Gordon Schukies Juges de lignes : Balázs Kovács Alexander Waldejer |
| 15                                                | Tirs                                                                                              | 21                  | | Arbitrage : Jozef Kubuš Gordon Schukies Juges de lignes : Balázs Kovács Alexander Waldejer |

| 4 septembre 2016 | Norvège | 2-1 (0-0, 1-1, 1-0) | France | Jordal Amfi 4 277 spectateurs |

| Feuille de match | Feuille de match                                                              | Feuille de match | Feuille de match                     | Feuille de match                                                                            |
| ---------------- | ----------------------------------------------------------------------------- | ---------------- | ------------------------------------ | ------------------------------------------------------------------------------------------- |
|                  | - Zuccarello (Thoresen) — 26 min 59 s Nørstebø (Martinsen) — 57 min 31 s (SN) | 0-1 1-1 2-1      | Y. Treille (Meunier) — 21 min 49 s - | Arbitrage : Stephen Reneau Maxim Sidorenko Juges de lignes : Masi Puolakka Stanislav Raming |
| Haugen           | Gardiens                                                                      | Huet             |                                      | Arbitrage : Stephen Reneau Maxim Sidorenko Juges de lignes : Masi Puolakka Stanislav Raming |
| 10 min           | Pénalités                                                                     | 24 min           |                                      | Arbitrage : Stephen Reneau Maxim Sidorenko Juges de lignes : Masi Puolakka Stanislav Raming |
| 22               | Tirs                                                                          | 22               |                                      | Arbitrage : Stephen Reneau Maxim Sidorenko Juges de lignes : Masi Puolakka Stanislav Raming |

| Clt   | Équipe     | PJ | V | VP | D | DP | BP | BC | Diff | Pts |
| ----- | ---------- | -- | - | -- | - | -- | -- | -- | ---- | --- |
| +001, | Norvège    | 3  | 2 | 0  | 0 | 1  | 9  | 6  | +3   | 7   |
| +002, | France     | 3  | 1 | 1  | 1 | 0  | 7  | 4  | +3   | 5   |
| +003, | Kazakhstan | 3  | 1 | 1  | 1 | 0  | 8  | 9  | -1   | 5   |
| +004, | Italie     | 3  | 0 | 0  | 2 | 1  | 4  | 9  | -5   | 1   |

- Qualifié pour les Jeux olympiques

### Feuilles de match

#### Match de pré-qualification
1. ↑  (en) «  Game Summary BUL 9-1 GEO », sur stats.iihf.com, 12 octobre 2015 (consulté le 19 octobre 2015).

#### Premier tour de pré-qualification
1. ↑  (en) « Game summary MEX - BUL 8-2 », sur stats.iihf.com, 5 novembre 2015 (consulté le 12 novembre 2015).
2. ↑  (en) « Game summary ISR - EST 1-19 », sur stats.iihf.com, 5 novembre 2015 (consulté le 12 novembre 2015).
3. ↑  (en) « Game summary MEX - ISR 5-0 », sur stats.iihf.com, 6 novembre 2015 (consulté le 12 novembre 2015).
4. ↑  (en) « Game summary EST - BUL 26-0 », sur stats.iihf.com, 6 novembre 2015 (consulté le 12 novembre 2015).
5. ↑  (en) « Game summary BUL - ISR 2-5 », sur stats.iihf.com, 8 novembre 2015 (consulté le 12 novembre 2015).
6. ↑  (en) « Game summary EST - MEX 13-3 », sur stats.iihf.com, 8 novembre 2015 (consulté le 12 novembre 2015).
7. ↑  (en) « Final ranking (Group K) », sur stats.iihf.com, 8 novembre 2015 (consulté le 20 janvier 2016).
8. ↑  (en) « Game summary ISL - SRB 4-5 », sur stats.iihf.com, 6 novembre 2015 (consulté le 12 novembre 2015).
9. ↑  (en) « Game summary ESP - CHN 10-1 », sur stats.iihf.com, 6 novembre 2015 (consulté le 12 novembre 2015).
10. ↑  (en) « Game summary SRB - CHN 5-1 », sur stats.iihf.com, 7 novembre 2015 (consulté le 12 novembre 2015).
11. ↑  (en) « Game summary ESP - ISL 5-3 », sur stats.iihf.com, 7 novembre 2015 (consulté le 12 novembre 2015).
12. ↑  (en) « Game summary BUL - ISR 2-5 », sur stats.iihf.com, 8 novembre 2015 (consulté le 12 novembre 2015).
13. ↑  (en) « Game summary SRB - ESP 5-3 », sur stats.iihf.com, 8 novembre 2015 (consulté le 12 novembre 2015).
14. ↑  (en) « Final ranking (Group L) », sur stats.iihf.com, 8 novembre 2015 (consulté le 20 janvier 2016).

#### Second tour de pré-qualification
1. ↑  (en) « Game summary GBR - NED 6-5 », sur stats.iihf.com, 11 février 2016 (consulté le 19 février 2016).
2. ↑  (en) « Game summary ITA - SRB 8-0 », sur stats.iihf.com, 11 février 2016 (consulté le 19 février 2016).
3. ↑  (en) « Game summary GBR - SRB 6-2 », sur stats.iihf.com, 13 février 2016 (consulté le 19 février 2016).
4. ↑  (en) « Game summary NED - ITA 2-4 », sur stats.iihf.com, 13 février 2016 (consulté le 19 février 2016).
5. ↑  (en) « Game summary SRB - NED 3-7 », sur stats.iihf.com, 14 février 2016 (consulté le 19 février 2016).
6. ↑  (en) « Game summary ITA - GBR 6-2 », sur stats.iihf.com, 14 février 2016 (consulté le 19 février 2016).
7. ↑  (en) « Final Ranking (Group G) », sur stats.iihf.com (consulté le 18 février 2016).
8. ↑  (en) « Game summary POL - EST 6-2 », sur stats.iihf.com, 11 février 2016 (consulté le 20 février 2016).
9. ↑  (en) « Game summary LTU - HUN 0-4 », sur stats.iihf.com, 11 février 2016 (consulté le 20 février 2016).
10. ↑  (en) « Game summary POL - LTU 9-1 », sur stats.iihf.com, 13 février 2016 (consulté le 20 février 2016).
11. ↑  (en) « Game summary HUN - EST 7-1 », sur stats.iihf.com, 13 février 2016 (consulté le 20 février 2016).
12. ↑  (en) « Game summary EST - LTU 4-1 », sur stats.iihf.com, 14 février 2016 (consulté le 20 février 2016).
13. ↑  (en) « Game summary HUN - POL 0-1 », sur stats.iihf.com, 14 février 2016 (consulté le 20 février 2016).
14. ↑  (en) « Final ranking (Group H) », sur stats.iihf.com (consulté le 18 février 2016).
15. ↑  (en) « Game summary UKR - ROU 3-0 », sur stats.iihf.com, 11 février 2016 (consulté le 20 février 2016).
16. ↑  (en) « Game summary CRO - JPN 0-3 », sur stats.iihf.com, 11 février 2016 (consulté le 20 février 2016).
17. ↑  (en) « Game summary UKR - CRO 6-0 », sur stats.iihf.com, 13 février 2016 (consulté le 20 février 2016).
18. ↑  (en) « Game summary JPN - ROU 7-0 », sur stats.iihf.com, 13 février 2016 (consulté le 20 février 2016).
19. ↑  (en) « Game summary ROU - CRO 1-4 », sur stats.iihf.com, 14 février 2016 (consulté le 20 février 2016).
20. ↑  (en) « Game summary JPN - UKR 2-1 », sur stats.iihf.com, 14 février 2016 (consulté le 20 février 2016).
21. ↑  (en) « Final Ranking (Group J) », sur stats.iihf.com (consulté le 18 février 2016).

#### Tour de qualification
1. ↑  (en) « Game summary SLO - POL 6-1 », sur stats.iihf.com, 1er septembre 2016 (consulté le 1er septembre 2016).
2. ↑  (en) « Game summary DEN - BLR 2-5 », sur stats.iihf.com, 1er septembre 2016 (consulté le 2 septembre 2016).
3. ↑  (en) « Game summary SLO - DEN 3-0 », sur stats.iihf.com, 2 septembre 2016 (consulté le 2 septembre 2016).
4. ↑  (en) « Game summary BLR - POL 5-2 », sur stats.iihf.com, 2 septembre 2016 (consulté le 2 septembre 2016).
5. ↑  (en) « Game summary POL- DEN 2-5 », sur stats.iihf.com, 4 septembre 2016 (consulté le 4 septembre 2016).
6. ↑  (en) « Game summary BLR - SLO 2-3 », sur stats.iihf.com, 4 septembre 2016 (consulté le 4 septembre 2016).
7. ↑  (en) « Group D - Tournament progress », sur stats.iihf.com, 4 septembre 2016 (consulté le 4 septembre 2016).
8. ↑  (en) « Game summary GER - JPN 5-0 », sur stats.iihf.com, 1er septembre 2016 (consulté le 1er septembre 2016).
9. ↑  (en) « Game summary AUT - LAT 1-8 », sur stats.iihf.com, 1er septembre 2016 (consulté le 2 septembre 2016).
10. ↑  (en) « Game summary GER - AUT 6-0 », sur stats.iihf.com, 2 septembre 2016 (consulté le 2 septembre 2016).
11. ↑  (en) « Game summary LAT - JPN 3-1 », sur stats.iihf.com, 2 septembre 2016 (consulté le 2 septembre 2016).
12. ↑  (en) « Game summary JPN - AUT 0-3 », sur stats.iihf.com, 4 septembre 2016 (consulté le 4 septembre 2016).
13. ↑  (en) « Game summary LAT - GER 2-3 », sur stats.iihf.com, 4 septembre 2016 (consulté le 4 septembre 2016).
14. ↑  (en) « Group E - Final ranking », sur stats.iihf.com, 4 septembre 2016 (consulté le 4 septembre 2016).
15. ↑  (en) « Game summary FRA - ITA 2-1 », sur stats.iihf.com, 1er septembre 2016 (consulté le 1er septembre 2016).
16. ↑  (en) « Game summary KAZ - NOR 4-3 », sur stats.iihf.com, 1er septembre 2016 (consulté le 2 septembre 2016).
17. ↑  (en) « Game summary FRA - KAZ 4-1 », sur stats.iihf.com, 2 septembre 2016 (consulté le 2 septembre 2016).
18. ↑  (en) « Game summary NOR - ITA 4-1 », sur stats.iihf.com, 2 septembre 2016 (consulté le 2 septembre 2016).
19. ↑  (en) « Game summary ITA - KAZ 2-3 », sur stats.iihf.com, 4 septembre 2016 (consulté le 4 septembre 2016).
20. ↑  (en) « Game summary NOR - FRA 2-1 », sur stats.iihf.com, 4 septembre 2016 (consulté le 4 septembre 2016).
21. ↑  (en) « Group F - Final ranking », sur stats.iihf.com, 4 septembre 2016 (consulté le 4 septembre 2016).